# فهرست سیارک‌ها (۱۲۴۰۰۱–۱۲۵۰۰۱)
فهرست سیارک‌ها (۱۲۴۰۰۱ - ۱۲۵۰۰۱) فهرست سیارک‌ها از ۱۲۴۰۰۱ تا ۱۲۵۰۰۱ است.
| نام    | نام انگلیسی | تاریخ کشف       |
| ------ | ----------- | --------------- |
| ۱۲۴۰۰۱ | 2001 FB77   | ۱۹ مارس ۲۰۰۱    |
| ۱۲۴۰۰۲ | 2001 FX77   | ۱۹ مارس ۲۰۰۱    |
| ۱۲۴۰۰۳ | 2001 FP79   | ۲۱ مارس ۲۰۰۱    |
| ۱۲۴۰۰۴ | 2001 FG81   | ۲۳ مارس ۲۰۰۱    |
| ۱۲۴۰۰۵ | 2001 FK81   | ۲۳ مارس ۲۰۰۱    |
| ۱۲۴۰۰۶ | 2001 FT86   | ۲۱ مارس ۲۰۰۱    |
| ۱۲۴۰۰۷ | 2001 FQ88   | ۲۶ مارس ۲۰۰۱    |
| ۱۲۴۰۰۸ | 2001 FR90   | ۲۶ مارس ۲۰۰۱    |
| ۱۲۴۰۰۹ | 2001 FS91   | ۱۶ مارس ۲۰۰۱    |
| ۱۲۴۰۱۰ | 2001 FT91   | ۱۶ مارس ۲۰۰۱    |
| ۱۲۴۰۱۱ | 2001 FK94   | ۱۶ مارس ۲۰۰۱    |
| ۱۲۴۰۱۲ | 2001 FK96   | ۱۶ مارس ۲۰۰۱    |
| ۱۲۴۰۱۳ | 2001 FK101  | ۱۷ مارس ۲۰۰۱    |
| ۱۲۴۰۱۴ | 2001 FS101  | ۱۷ مارس ۲۰۰۱    |
| ۱۲۴۰۱۵ | 2001 FE102  | ۱۷ مارس ۲۰۰۱    |
| ۱۲۴۰۱۶ | 2001 FJ103  | ۱۸ مارس ۲۰۰۱    |
| ۱۲۴۰۱۷ | 2001 FP105  | ۱۸ مارس ۲۰۰۱    |
| ۱۲۴۰۱۸ | 2001 FU106  | ۱۸ مارس ۲۰۰۱    |
| ۱۲۴۰۱۹ | 2001 FT107  | ۱۸ مارس ۲۰۰۱    |
| ۱۲۴۰۲۰ | 2001 FP109  | ۱۸ مارس ۲۰۰۱    |
| ۱۲۴۰۲۱ | 2001 FT110  | ۱۸ مارس ۲۰۰۱    |
| ۱۲۴۰۲۲ | 2001 FU110  | ۱۸ مارس ۲۰۰۱    |
| ۱۲۴۰۲۳ | 2001 FK112  | ۱۸ مارس ۲۰۰۱    |
| ۱۲۴۰۲۴ | 2001 FO112  | ۱۸ مارس ۲۰۰۱    |
| ۱۲۴۰۲۵ | 2001 FV114  | ۱۹ مارس ۲۰۰۱    |
| ۱۲۴۰۲۶ | 2001 FZ115  | ۱۹ مارس ۲۰۰۱    |
| ۱۲۴۰۲۷ | 2001 FS117  | ۱۹ مارس ۲۰۰۱    |
| ۱۲۴۰۲۸ | 2001 FB119  | ۲۰ مارس ۲۰۰۱    |
| ۱۲۴۰۲۹ | 2001 FG121  | ۲۶ مارس ۲۰۰۱    |
| ۱۲۴۰۳۰ | 2001 FN121  | ۲۳ مارس ۲۰۰۱    |
| ۱۲۴۰۳۱ | 2001 FC124  | ۲۳ مارس ۲۰۰۱    |
| ۱۲۴۰۳۲ | 2001 FN126  | ۲۶ مارس ۲۰۰۱    |
| ۱۲۴۰۳۳ | 2001 FP127  | ۲۹ مارس ۲۰۰۱    |
| ۱۲۴۰۳۴ | 2001 FX129  | ۲۹ مارس ۲۰۰۱    |
| ۱۲۴۰۳۵ | 2001 FK131  | ۲۰ مارس ۲۰۰۱    |
| ۱۲۴۰۳۶ | 2001 FZ132  | ۲۰ مارس ۲۰۰۱    |
| ۱۲۴۰۳۷ | 2001 FU133  | ۲۰ مارس ۲۰۰۱    |
| ۱۲۴۰۳۸ | 2001 FN134  | ۲۰ مارس ۲۰۰۱    |
| ۱۲۴۰۳۹ | 2001 FE135  | ۲۱ مارس ۲۰۰۱    |
| ۱۲۴۰۴۰ | 2001 FX137  | ۲۱ مارس ۲۰۰۱    |
| ۱۲۴۰۴۱ | 2001 FU138  | ۲۱ مارس ۲۰۰۱    |
| ۱۲۴۰۴۲ | 2001 FF140  | ۲۱ مارس ۲۰۰۱    |
| ۱۲۴۰۴۳ | 2001 FH140  | ۲۱ مارس ۲۰۰۱    |
| ۱۲۴۰۴۴ | 2001 FB141  | ۲۳ مارس ۲۰۰۱    |
| ۱۲۴۰۴۵ | 2001 FL141  | ۲۳ مارس ۲۰۰۱    |
| ۱۲۴۰۴۶ | 2001 FP141  | ۲۳ مارس ۲۰۰۱    |
| ۱۲۴۰۴۷ | 2001 FP143  | ۲۳ مارس ۲۰۰۱    |
| ۱۲۴۰۴۸ | 2001 FH146  | ۲۴ مارس ۲۰۰۱    |
| ۱۲۴۰۴۹ | 2001 FJ146  | ۲۴ مارس ۲۰۰۱    |
| ۱۲۴۰۵۰ | 2001 FJ148  | ۲۴ مارس ۲۰۰۱    |
| ۱۲۴۰۵۱ | 2001 FU150  | ۲۴ مارس ۲۰۰۱    |
| ۱۲۴۰۵۲ | 2001 FM152  | ۲۶ مارس ۲۰۰۱    |
| ۱۲۴۰۵۳ | 2001 FM153  | ۲۶ مارس ۲۰۰۱    |
| ۱۲۴۰۵۴ | 2001 FO155  | ۲۶ مارس ۲۰۰۱    |
| ۱۲۴۰۵۵ | 2001 FJ160  | ۲۹ مارس ۲۰۰۱    |
| ۱۲۴۰۵۶ | 2001 FW160  | ۲۹ مارس ۲۰۰۱    |
| ۱۲۴۰۵۷ | 2001 FH162  | ۳۰ مارس ۲۰۰۱    |
| ۱۲۴۰۵۸ | 2001 FH164  | ۱۸ مارس ۲۰۰۱    |
| ۱۲۴۰۵۹ | 2001 FL166  | ۱۹ مارس ۲۰۰۱    |
| ۱۲۴۰۶۰ | 2001 FZ167  | ۲۰ مارس ۲۰۰۱    |
| ۱۲۴۰۶۱ | 2001 FW168  | ۲۳ مارس ۲۰۰۱    |
| ۱۲۴۰۶۲ | 2001 FG169  | ۲۳ مارس ۲۰۰۱    |
| ۱۲۴۰۶۳ | 2001 FL171  | ۲۴ مارس ۲۰۰۱    |
| ۱۲۴۰۶۴ | 2001 FQ171  | ۲۴ مارس ۲۰۰۱    |
| ۱۲۴۰۶۵ | 2001 FO172  | ۲۵ مارس ۲۰۰۱    |
| ۱۲۴۰۶۶ | 2001 FG175  | ۳۱ مارس ۲۰۰۱    |
| ۱۲۴۰۶۷ | 2001 FK175  | ۳۱ مارس ۲۰۰۱    |
| ۱۲۴۰۶۸ | 2001 FX175  | ۱۶ مارس ۲۰۰۱    |
| ۱۲۴۰۶۹ | 2001 FY176  | ۱۶ مارس ۲۰۰۱    |
| ۱۲۴۰۷۰ | 2001 FZ176  | ۱۶ مارس ۲۰۰۱    |
| ۱۲۴۰۷۱ | 2001 FW192  | ۲۶ مارس ۲۰۰۱    |
| ۱۲۴۰۷۲ | 2001 FG194  | ۲۴ مارس ۲۰۰۱    |
| ۱۲۴۰۷۳ | 2001 GJ1    | ۱۳ آوریل ۲۰۰۱   |
| ۱۲۴۰۷۴ | 2001 GR1    | ۱۵ آوریل ۲۰۰۱   |
| ۱۲۴۰۷۵ | Ketelsen    | ۱۵ آوریل ۲۰۰۱   |
| ۱۲۴۰۷۶ | 2001 GG3    | ۱۴ آوریل ۲۰۰۱   |
| ۱۲۴۰۷۷ | 2001 GJ3    | ۱۴ آوریل ۲۰۰۱   |
| ۱۲۴۰۷۸ | 2001 GM3    | ۱۴ آوریل ۲۰۰۱   |
| ۱۲۴۰۷۹ | 2001 GQ3    | ۱۴ آوریل ۲۰۰۱   |
| ۱۲۴۰۸۰ | 2001 GO4    | ۱۴ آوریل ۲۰۰۱   |
| ۱۲۴۰۸۱ | 2001 GY4    | ۱۵ آوریل ۲۰۰۱   |
| ۱۲۴۰۸۲ | 2001 GV6    | ۱۵ آوریل ۲۰۰۱   |
| ۱۲۴۰۸۳ | 2001 GC11   | ۱۵ آوریل ۲۰۰۱   |
| ۱۲۴۰۸۴ | 2001 HP7    | ۱۷ آوریل ۲۰۰۱   |
| ۱۲۴۰۸۵ | 2001 HR8    | ۲۱ آوریل ۲۰۰۱   |
| ۱۲۴۰۸۶ | 2001 HZ11   | ۱۸ آوریل ۲۰۰۱   |
| ۱۲۴۰۸۷ | 2001 HY15   | ۲۳ آوریل ۲۰۰۱   |
| ۱۲۴۰۸۸ | 2001 HP16   | ۲۴ آوریل ۲۰۰۱   |
| ۱۲۴۰۸۹ | 2001 HZ19   | ۲۱ آوریل ۲۰۰۱   |
| ۱۲۴۰۹۰ | 2001 HZ24   | ۲۳ آوریل ۲۰۰۱   |
| ۱۲۴۰۹۱ | 2001 HD27   | ۲۷ آوریل ۲۰۰۱   |
| ۱۲۴۰۹۲ | 2001 HJ32   | ۲۳ آوریل ۲۰۰۱   |
| ۱۲۴۰۹۳ | 2001 HB33   | ۲۷ آوریل ۲۰۰۱   |
| ۱۲۴۰۹۴ | 2001 HK33   | ۲۷ آوریل ۲۰۰۱   |
| ۱۲۴۰۹۵ | 2001 HL33   | ۲۷ آوریل ۲۰۰۱   |
| ۱۲۴۰۹۶ | 2001 HT40   | ۲۷ آوریل ۲۰۰۱   |
| ۱۲۴۰۹۷ | 2001 HZ40   | ۲۷ آوریل ۲۰۰۱   |
| ۱۲۴۰۹۸ | 2001 HE41   | ۲۷ آوریل ۲۰۰۱   |
| ۱۲۴۰۹۹ | 2001 HG41   | ۲۷ آوریل ۲۰۰۱   |
| ۱۲۴۱۰۰ | 2001 HS41   | ۳۰ آوریل ۲۰۰۱   |
| ۱۲۴۱۰۱ | 2001 HX41   | ۱۶ آوریل ۲۰۰۱   |
| ۱۲۴۱۰۲ | 2001 HG43   | ۱۶ آوریل ۲۰۰۱   |
| ۱۲۴۱۰۳ | 2001 HO43   | ۱۶ آوریل ۲۰۰۱   |
| ۱۲۴۱۰۴ | Balcony     | ۱۷ آوریل ۲۰۰۱   |
| ۱۲۴۱۰۵ | 2001 HN48   | ۲۱ آوریل ۲۰۰۱   |
| ۱۲۴۱۰۶ | 2001 HH49   | ۲۱ آوریل ۲۰۰۱   |
| ۱۲۴۱۰۷ | 2001 HX49   | ۲۱ آوریل ۲۰۰۱   |
| ۱۲۴۱۰۸ | 2001 HD50   | ۲۱ آوریل ۲۰۰۱   |
| ۱۲۴۱۰۹ | 2001 HK50   | ۲۲ آوریل ۲۰۰۱   |
| ۱۲۴۱۱۰ | 2001 HK53   | ۲۳ آوریل ۲۰۰۱   |
| ۱۲۴۱۱۱ | 2001 HQ53   | ۲۳ آوریل ۲۰۰۱   |
| ۱۲۴۱۱۲ | 2001 HB54   | ۲۴ آوریل ۲۰۰۱   |
| ۱۲۴۱۱۳ | 2001 HT54   | ۲۴ آوریل ۲۰۰۱   |
| ۱۲۴۱۱۴ | 2001 HX65   | ۲۱ آوریل ۲۰۰۱   |
| ۱۲۴۱۱۵ | 2001 JH4    | ۱۵ مه ۲۰۰۱      |
| ۱۲۴۱۱۶ | 2001 JS6    | ۱۴ مه ۲۰۰۱      |
| ۱۲۴۱۱۷ | 2001 JX6    | ۱۵ مه ۲۰۰۱      |
| ۱۲۴۱۱۸ | 2001 JK8    | ۱۵ مه ۲۰۰۱      |
| ۱۲۴۱۱۹ | 2001 JU10   | ۱۵ مه ۲۰۰۱      |
| ۱۲۴۱۲۰ | 2001 KR2    | ۱۸ مه ۲۰۰۱      |
| ۱۲۴۱۲۱ | 2001 KV2    | ۱۸ مه ۲۰۰۱      |
| ۱۲۴۱۲۲ | 2001 KY2    | ۲۱ مه ۲۰۰۱      |
| ۱۲۴۱۲۳ | 2001 KE3    | ۱۷ مه ۲۰۰۱      |
| ۱۲۴۱۲۴ | 2001 KC4    | ۱۷ مه ۲۰۰۱      |
| ۱۲۴۱۲۵ | 2001 KB6    | ۱۷ مه ۲۰۰۱      |
| ۱۲۴۱۲۶ | 2001 KE9    | ۱۸ مه ۲۰۰۱      |
| ۱۲۴۱۲۷ | 2001 KP13   | ۱۸ مه ۲۰۰۱      |
| ۱۲۴۱۲۸ | 2001 KZ15   | ۱۸ مه ۲۰۰۱      |
| ۱۲۴۱۲۹ | 2001 KF21   | ۲۱ مه ۲۰۰۱      |
| ۱۲۴۱۳۰ | 2001 KN45   | ۲۲ مه ۲۰۰۱      |
| ۱۲۴۱۳۱ | 2001 KZ50   | ۲۱ مه ۲۰۰۱      |
| ۱۲۴۱۳۲ | 2001 KK57   | ۲۴ مه ۲۰۰۱      |
| ۱۲۴۱۳۳ | 2001 KX64   | ۲۲ مه ۲۰۰۱      |
| ۱۲۴۱۳۴ | 2001 KA72   | ۲۴ مه ۲۰۰۱      |
| ۱۲۴۱۳۴ | 2001 LS     | ۱۴ ژوئن ۲۰۰۱    |
| ۱۲۴۱۳۶ | 2001 LT2    | ۱۳ ژوئن ۲۰۰۱    |
| ۱۲۴۱۳۷ | 2001 LQ5    | ۱۵ ژوئن ۲۰۰۱    |
| ۱۲۴۱۳۸ | 2001 LE12   | ۱۵ ژوئن ۲۰۰۱    |
| ۱۲۴۱۳۹ | 2001 LL12   | ۱۵ ژوئن ۲۰۰۱    |
| ۱۲۴۱۴۰ | 2001 LT17   | ۳ ژوئن ۲۰۰۱     |
| ۱۲۴۱۴۱ | 2001 LL18   | ۱۴ ژوئن ۲۰۰۱    |
| ۱۲۴۱۴۲ | 2001 ME2    | ۱۸ ژوئن ۲۰۰۱    |
| ۱۲۴۱۴۳ | 2001 ME5    | ۲۱ ژوئن ۲۰۰۱    |
| ۱۲۴۱۴۴ | 2001 MG11   | ۲۰ ژوئن ۲۰۰۱    |
| ۱۲۴۱۴۵ | 2001 MN11   | ۱۹ ژوئن ۲۰۰۱    |
| ۱۲۴۱۴۶ | 2001 MQ12   | ۲۲ ژوئن ۲۰۰۱    |
| ۱۲۴۱۴۷ | 2001 MW13   | ۲۵ ژوئن ۲۰۰۱    |
| ۱۲۴۱۴۸ | 2001 MU20   | ۲۵ ژوئن ۲۰۰۱    |
| ۱۲۴۱۴۹ | 2001 MG22   | ۲۸ ژوئن ۲۰۰۱    |
| ۱۲۴۱۵۰ | 2001 NV3    | ۱۳ ژوئیه ۲۰۰۱   |
| ۱۲۴۱۵۱ | 2001 NX4    | ۱۳ ژوئیه ۲۰۰۱   |
| ۱۲۴۱۵۲ | 2001 NX6    | ۱۴ ژوئیه ۲۰۰۱   |
| ۱۲۴۱۵۳ | 2001 NT7    | ۱۳ ژوئیه ۲۰۰۱   |
| ۱۲۴۱۵۴ | 2001 NA9    | ۱۲ ژوئیه ۲۰۰۱   |
| ۱۲۴۱۵۵ | 2001 NU19   | ۱۲ ژوئیه ۲۰۰۱   |
| ۱۲۴۱۵۶ | 2001 NJ21   | ۱۴ ژوئیه ۲۰۰۱   |
| ۱۲۴۱۵۷ | 2001 NE22   | ۱۴ ژوئیه ۲۰۰۱   |
| ۱۲۴۱۵۸ | 2001 OV2    | ۱۷ ژوئیه ۲۰۰۱   |
| ۱۲۴۱۵۹ | 2001 OB4    | ۱۸ ژوئیه ۲۰۰۱   |
| ۱۲۴۱۶۰ | 2001 OD7    | ۱۷ ژوئیه ۲۰۰۱   |
| ۱۲۴۱۶۱ | 2001 OK12   | ۲۰ ژوئیه ۲۰۰۱   |
| ۱۲۴۱۶۲ | 2001 OQ13   | ۲۰ ژوئیه ۲۰۰۱   |
| ۱۲۴۱۶۳ | 2001 OG14   | ۲۰ ژوئیه ۲۰۰۱   |
| ۱۲۴۱۶۴ | 2001 OT15   | ۱۸ ژوئیه ۲۰۰۱   |
| ۱۲۴۱۶۵ | 2001 ON16   | ۲۱ ژوئیه ۲۰۰۱   |
| ۱۲۴۱۶۶ | 2001 OE18   | ۱۷ ژوئیه ۲۰۰۱   |
| ۱۲۴۱۶۷ | 2001 OM18   | ۱۷ ژوئیه ۲۰۰۱   |
| ۱۲۴۱۶۸ | 2001 OQ18   | ۱۷ ژوئیه ۲۰۰۱   |
| ۱۲۴۱۶۹ | 2001 OD21   | ۲۱ ژوئیه ۲۰۰۱   |
| ۱۲۴۱۷۰ | 2001 OL21   | ۲۱ ژوئیه ۲۰۰۱   |
| ۱۲۴۱۷۱ | 2001 OU21   | ۲۱ ژوئیه ۲۰۰۱   |
| ۱۲۴۱۷۲ | 2001 OY23   | ۱۶ ژوئیه ۲۰۰۱   |
| ۱۲۴۱۷۳ | 2001 OJ24   | ۱۶ ژوئیه ۲۰۰۱   |
| ۱۲۴۱۷۴ | 2001 OR24   | ۱۶ ژوئیه ۲۰۰۱   |
| ۱۲۴۱۷۵ | 2001 OB26   | ۱۹ ژوئیه ۲۰۰۱   |
| ۱۲۴۱۷۶ | 2001 OJ32   | ۲۴ ژوئیه ۲۰۰۱   |
| ۱۲۴۱۷۷ | 2001 OK37   | ۲۰ ژوئیه ۲۰۰۱   |
| ۱۲۴۱۷۸ | 2001 OJ40   | ۲۰ ژوئیه ۲۰۰۱   |
| ۱۲۴۱۷۹ | 2001 OY44   | ۱۶ ژوئیه ۲۰۰۱   |
| ۱۲۴۱۸۰ | 2001 OY45   | ۱۶ ژوئیه ۲۰۰۱   |
| ۱۲۴۱۸۱ | 2001 OD46   | ۱۶ ژوئیه ۲۰۰۱   |
| ۱۲۴۱۸۲ | 2001 OJ50   | ۱۹ ژوئیه ۲۰۰۱   |
| ۱۲۴۱۸۳ | 2001 OE52   | ۲۱ ژوئیه ۲۰۰۱   |
| ۱۲۴۱۸۴ | 2001 OT55   | ۲۲ ژوئیه ۲۰۰۱   |
| ۱۲۴۱۸۵ | 2001 OP56   | ۲۶ ژوئیه ۲۰۰۱   |
| ۱۲۴۱۸۶ | 2001 OH57   | ۱۶ ژوئیه ۲۰۰۱   |
| ۱۲۴۱۸۷ | 2001 OL59   | ۲۱ ژوئیه ۲۰۰۱   |
| ۱۲۴۱۸۸ | 2001 OM60   | ۲۱ ژوئیه ۲۰۰۱   |
| ۱۲۴۱۸۹ | 2001 OS61   | ۲۱ ژوئیه ۲۰۰۱   |
| ۱۲۴۱۹۰ | 2001 OC63   | ۲۷ ژوئیه ۲۰۰۱   |
| ۱۲۴۱۹۱ | 2001 OO63   | ۱۹ ژوئیه ۲۰۰۱   |
| ۱۲۴۱۹۲ | Moletai     | ۲۶ ژوئیه ۲۰۰۱   |
| ۱۲۴۱۹۳ | 2001 OS68   | ۱۶ ژوئیه ۲۰۰۱   |
| ۱۲۴۱۹۴ | 2001 OY72   | ۲۱ ژوئیه ۲۰۰۱   |
| ۱۲۴۱۹۵ | 2001 OZ72   | ۲۱ ژوئیه ۲۰۰۱   |
| ۱۲۴۱۹۶ | 2001 OO73   | ۲۱ ژوئیه ۲۰۰۱   |
| ۱۲۴۱۹۷ | 2001 OQ74   | ۲۹ ژوئیه ۲۰۰۱   |
| ۱۲۴۱۹۸ | 2001 OH77   | ۱۸ ژوئیه ۲۰۰۱   |
| ۱۲۴۱۹۹ | 2001 OV78   | ۲۶ ژوئیه ۲۰۰۱   |
| ۱۲۴۲۰۰ | 2001 OM81   | ۲۸ ژوئیه ۲۰۰۱   |
| ۱۲۴۲۰۱ | 2001 OJ85   | ۲۰ ژوئیه ۲۰۰۱   |
| ۱۲۴۲۰۲ | 2001 OT85   | ۲۰ ژوئیه ۲۰۰۱   |
| ۱۲۴۲۰۳ | 2001 OQ86   | ۲۸ ژوئیه ۲۰۰۱   |
| ۱۲۴۲۰۴ | 2001 OP92   | ۲۲ ژوئیه ۲۰۰۱   |
| ۱۲۴۲۰۵ | 2001 OA94   | ۲۷ ژوئیه ۲۰۰۱   |
| ۱۲۴۲۰۶ | 2001 OX95   | ۲۷ ژوئیه ۲۰۰۱   |
| ۱۲۴۲۰۷ | 2001 OK97   | ۲۵ ژوئیه ۲۰۰۱   |
| ۱۲۴۲۰۸ | 2001 OR97   | ۲۵ ژوئیه ۲۰۰۱   |
| ۱۲۴۲۰۹ | 2001 OM98   | ۲۵ ژوئیه ۲۰۰۱   |
| ۱۲۴۲۱۰ | 2001 OU100  | ۲۷ ژوئیه ۲۰۰۱   |
| ۱۲۴۲۱۱ | 2001 OC101  | ۲۷ ژوئیه ۲۰۰۱   |
| ۱۲۴۲۱۲ | 2001 OO102  | ۲۸ ژوئیه ۲۰۰۱   |
| ۱۲۴۲۱۳ | 2001 OX106  | ۲۹ ژوئیه ۲۰۰۱   |
| ۱۲۴۲۱۴ | 2001 OB111  | ۱۹ ژوئیه ۲۰۰۱   |
| ۱۲۴۲۱۵ | 2001 OJ111  | ۲۵ ژوئیه ۲۰۰۱   |
| ۱۲۴۲۱۶ | 2001 PZ4    | ۷ اوت ۲۰۰۱      |
| ۱۲۴۲۱۷ | 2001 PV5    | ۱۰ اوت ۲۰۰۱     |
| ۱۲۴۲۱۸ | 2001 PY5    | ۱۰ اوت ۲۰۰۱     |
| ۱۲۴۲۱۹ | 2001 PN6    | ۱۰ اوت ۲۰۰۱     |
| ۱۲۴۲۲۰ | 2001 PQ6    | ۱۰ اوت ۲۰۰۱     |
| ۱۲۴۲۲۱ | 2001 PW9    | ۸ اوت ۲۰۰۱      |
| ۱۲۴۲۲۲ | 2001 PN10   | ۸ اوت ۲۰۰۱      |
| ۱۲۴۲۲۳ | 2001 PD13   | ۱۲ اوت ۲۰۰۱     |
| ۱۲۴۲۲۴ | 2001 PF17   | ۹ اوت ۲۰۰۱      |
| ۱۲۴۲۲۵ | 2001 PO20   | ۱۰ اوت ۲۰۰۱     |
| ۱۲۴۲۲۶ | 2001 PK22   | ۱۰ اوت ۲۰۰۱     |
| ۱۲۴۲۲۷ | 2001 PV22   | ۱۰ اوت ۲۰۰۱     |
| ۱۲۴۲۲۸ | 2001 PT24   | ۱۱ اوت ۲۰۰۱     |
| ۱۲۴۲۲۹ | 2001 PX24   | ۱۱ اوت ۲۰۰۱     |
| ۱۲۴۲۳۰ | 2001 PH25   | ۱۱ اوت ۲۰۰۱     |
| ۱۲۴۲۳۱ | 2001 PJ25   | ۱۱ اوت ۲۰۰۱     |
| ۱۲۴۲۳۲ | 2001 PM26   | ۱۱ اوت ۲۰۰۱     |
| ۱۲۴۲۳۳ | 2001 PX36   | ۱۱ اوت ۲۰۰۱     |
| ۱۲۴۲۳۴ | 2001 PP41   | ۱۱ اوت ۲۰۰۱     |
| ۱۲۴۲۳۵ | 2001 PB42   | ۱۱ اوت ۲۰۰۱     |
| ۱۲۴۲۳۶ | 2001 PC44   | ۱۵ اوت ۲۰۰۱     |
| ۱۲۴۲۳۷ | 2001 PH45   | ۱۱ اوت ۲۰۰۱     |
| ۱۲۴۲۳۸ | 2001 PN45   | ۱۲ اوت ۲۰۰۱     |
| ۱۲۴۲۳۹ | 2001 PO45   | ۱۲ اوت ۲۰۰۱     |
| ۱۲۴۲۴۰ | 2001 PP48   | ۱۴ اوت ۲۰۰۱     |
| ۱۲۴۲۴۱ | 2001 PS51   | ۱۵ اوت ۲۰۰۱     |
| ۱۲۴۲۴۲ | 2001 PP58   | ۱۴ اوت ۲۰۰۱     |
| ۱۲۴۲۴۳ | 2001 PS61   | ۱۳ اوت ۲۰۰۱     |
| ۱۲۴۲۴۴ | 2001 PD62   | ۱۳ اوت ۲۰۰۱     |
| ۱۲۴۲۴۵ | 2001 PS62   | ۱۳ اوت ۲۰۰۱     |
| ۱۲۴۲۴۶ | 2001 PW65   | ۱۵ اوت ۲۰۰۱     |
| ۱۲۴۲۴۷ | 2001 QV2    | ۱۶ اوت ۲۰۰۱     |
| ۱۲۴۲۴۸ | 2001 QB3    | ۱۶ اوت ۲۰۰۱     |
| ۱۲۴۲۴۹ | 2001 QD3    | ۱۶ اوت ۲۰۰۱     |
| ۱۲۴۲۵۰ | 2001 QG3    | ۱۶ اوت ۲۰۰۱     |
| ۱۲۴۲۵۱ | 2001 QV3    | ۱۶ اوت ۲۰۰۱     |
| ۱۲۴۲۵۲ | 2001 QA4    | ۱۶ اوت ۲۰۰۱     |
| ۱۲۴۲۵۳ | 2001 QH4    | ۱۶ اوت ۲۰۰۱     |
| ۱۲۴۲۵۴ | 2001 QA5    | ۱۶ اوت ۲۰۰۱     |
| ۱۲۴۲۵۵ | 2001 QY6    | ۱۶ اوت ۲۰۰۱     |
| ۱۲۴۲۵۶ | 2001 QG8    | ۱۶ اوت ۲۰۰۱     |
| ۱۲۴۲۵۷ | 2001 QB9    | ۱۶ اوت ۲۰۰۱     |
| ۱۲۴۲۵۸ | 2001 QT9    | ۱۶ اوت ۲۰۰۱     |
| ۱۲۴۲۵۹ | 2001 QM11   | ۱۶ اوت ۲۰۰۱     |
| ۱۲۴۲۶۰ | 2001 QK12   | ۱۶ اوت ۲۰۰۱     |
| ۱۲۴۲۶۱ | 2001 QP12   | ۱۶ اوت ۲۰۰۱     |
| ۱۲۴۲۶۲ | 2001 QU12   | ۱۶ اوت ۲۰۰۱     |
| ۱۲۴۲۶۳ | 2001 QN13   | ۱۶ اوت ۲۰۰۱     |
| ۱۲۴۲۶۴ | 2001 QL14   | ۱۶ اوت ۲۰۰۱     |
| ۱۲۴۲۶۵ | 2001 QZ14   | ۱۶ اوت ۲۰۰۱     |
| ۱۲۴۲۶۶ | 2001 QE15   | ۱۶ اوت ۲۰۰۱     |
| ۱۲۴۲۶۷ | 2001 QO15   | ۱۶ اوت ۲۰۰۱     |
| ۱۲۴۲۶۸ | 2001 QK16   | ۱۶ اوت ۲۰۰۱     |
| ۱۲۴۲۶۹ | 2001 QD18   | ۱۶ اوت ۲۰۰۱     |
| ۱۲۴۲۷۰ | 2001 QH19   | ۱۶ اوت ۲۰۰۱     |
| ۱۲۴۲۷۱ | 2001 QO19   | ۱۶ اوت ۲۰۰۱     |
| ۱۲۴۲۷۲ | 2001 QR19   | ۱۶ اوت ۲۰۰۱     |
| ۱۲۴۲۷۳ | 2001 QU19   | ۱۶ اوت ۲۰۰۱     |
| ۱۲۴۲۷۴ | 2001 QW20   | ۱۶ اوت ۲۰۰۱     |
| ۱۲۴۲۷۵ | 2001 QH23   | ۱۶ اوت ۲۰۰۱     |
| ۱۲۴۲۷۶ | 2001 QJ26   | ۱۶ اوت ۲۰۰۱     |
| ۱۲۴۲۷۷ | 2001 QX27   | ۱۶ اوت ۲۰۰۱     |
| ۱۲۴۲۷۸ | 2001 QM28   | ۱۶ اوت ۲۰۰۱     |
| ۱۲۴۲۷۹ | 2001 QR28   | ۱۶ اوت ۲۰۰۱     |
| ۱۲۴۲۸۰ | 2001 QM29   | ۱۶ اوت ۲۰۰۱     |
| ۱۲۴۲۸۱ | 2001 QP32   | ۱۷ اوت ۲۰۰۱     |
| ۱۲۴۲۸۲ | 2001 QA39   | ۱۶ اوت ۲۰۰۱     |
| ۱۲۴۲۸۳ | 2001 QC40   | ۱۶ اوت ۲۰۰۱     |
| ۱۲۴۲۸۴ | 2001 QQ42   | ۱۶ اوت ۲۰۰۱     |
| ۱۲۴۲۸۵ | 2001 QS43   | ۱۶ اوت ۲۰۰۱     |
| ۱۲۴۲۸۶ | 2001 QV43   | ۱۶ اوت ۲۰۰۱     |
| ۱۲۴۲۸۷ | 2001 QK45   | ۱۶ اوت ۲۰۰۱     |
| ۱۲۴۲۸۸ | 2001 QS48   | ۱۶ اوت ۲۰۰۱     |
| ۱۲۴۲۸۹ | 2001 QA51   | ۱۶ اوت ۲۰۰۱     |
| ۱۲۴۲۹۰ | 2001 QD51   | ۱۶ اوت ۲۰۰۱     |
| ۱۲۴۲۹۱ | 2001 QZ51   | ۱۶ اوت ۲۰۰۱     |
| ۱۲۴۲۹۲ | 2001 QE53   | ۱۶ اوت ۲۰۰۱     |
| ۱۲۴۲۹۳ | 2001 QQ53   | ۱۶ اوت ۲۰۰۱     |
| ۱۲۴۲۹۴ | 2001 QC55   | ۱۶ اوت ۲۰۰۱     |
| ۱۲۴۲۹۵ | 2001 QF56   | ۱۶ اوت ۲۰۰۱     |
| ۱۲۴۲۹۶ | 2001 QZ56   | ۱۶ اوت ۲۰۰۱     |
| ۱۲۴۲۹۷ | 2001 QE57   | ۱۶ اوت ۲۰۰۱     |
| ۱۲۴۲۹۸ | 2001 QQ57   | ۱۶ اوت ۲۰۰۱     |
| ۱۲۴۲۹۹ | 2001 QJ58   | ۱۶ اوت ۲۰۰۱     |
| ۱۲۴۳۰۰ | 2001 QN59   | ۱۸ اوت ۲۰۰۱     |
| ۱۲۴۳۰۱ | 2001 QD62   | ۱۶ اوت ۲۰۰۱     |
| ۱۲۴۳۰۲ | 2001 QL62   | ۱۶ اوت ۲۰۰۱     |
| ۱۲۴۳۰۳ | 2001 QR63   | ۱۶ اوت ۲۰۰۱     |
| ۱۲۴۳۰۴ | 2001 QJ64   | ۱۶ اوت ۲۰۰۱     |
| ۱۲۴۳۰۵ | 2001 QN64   | ۱۶ اوت ۲۰۰۱     |
| ۱۲۴۳۰۶ | 2001 QR64   | ۱۶ اوت ۲۰۰۱     |
| ۱۲۴۳۰۷ | 2001 QY64   | ۱۶ اوت ۲۰۰۱     |
| ۱۲۴۳۰۸ | 2001 QM69   | ۱۷ اوت ۲۰۰۱     |
| ۱۲۴۳۰۹ | 2001 QZ69   | ۱۷ اوت ۲۰۰۱     |
| ۱۲۴۳۱۰ | 2001 QS72   | ۱۸ اوت ۲۰۰۱     |
| ۱۲۴۳۱۱ | 2001 QO73   | ۲۱ اوت ۲۰۰۱     |
| ۱۲۴۳۱۲ | 2001 QT73   | ۱۶ اوت ۲۰۰۱     |
| ۱۲۴۳۱۳ | 2001 QX73   | ۱۶ اوت ۲۰۰۱     |
| ۱۲۴۳۱۴ | 2001 QF74   | ۱۶ اوت ۲۰۰۱     |
| ۱۲۴۳۱۵ | 2001 QY77   | ۱۶ اوت ۲۰۰۱     |
| ۱۲۴۳۱۶ | 2001 QX78   | ۱۶ اوت ۲۰۰۱     |
| ۱۲۴۳۱۷ | 2001 QS80   | ۱۷ اوت ۲۰۰۱     |
| ۱۲۴۳۱۸ | 2001 QZ82   | ۱۷ اوت ۲۰۰۱     |
| ۱۲۴۳۱۹ | 2001 QL83   | ۱۷ اوت ۲۰۰۱     |
| ۱۲۴۳۲۰ | 2001 QC85   | ۱۹ اوت ۲۰۰۱     |
| ۱۲۴۳۲۱ | 2001 QL85   | ۱۹ اوت ۲۰۰۱     |
| ۱۲۴۳۲۲ | 2001 QK92   | ۲۰ اوت ۲۰۰۱     |
| ۱۲۴۳۲۳ | 2001 QO94   | ۲۳ اوت ۲۰۰۱     |
| ۱۲۴۳۲۴ | 2001 QR96   | ۱۶ اوت ۲۰۰۱     |
| ۱۲۴۳۲۵ | 2001 QR97   | ۱۷ اوت ۲۰۰۱     |
| ۱۲۴۳۲۶ | 2001 QU97   | ۱۷ اوت ۲۰۰۱     |
| ۱۲۴۳۲۷ | 2001 QW97   | ۱۷ اوت ۲۰۰۱     |
| ۱۲۴۳۲۸ | 2001 QR98   | ۲۰ اوت ۲۰۰۱     |
| ۱۲۴۳۲۹ | 2001 QU98   | ۲۰ اوت ۲۰۰۱     |
| ۱۲۴۳۳۰ | 2001 QG101  | ۱۸ اوت ۲۰۰۱     |
| ۱۲۴۳۳۱ | 2001 QZ102  | ۱۹ اوت ۲۰۰۱     |
| ۱۲۴۳۳۲ | 2001 QB104  | ۲۰ اوت ۲۰۰۱     |
| ۱۲۴۳۳۳ | 2001 QM105  | ۲۳ اوت ۲۰۰۱     |
| ۱۲۴۳۳۴ | 2001 QC108  | ۲۵ اوت ۲۰۰۱     |
| ۱۲۴۳۳۵ | 2001 QL108  | ۲۴ اوت ۲۰۰۱     |
| ۱۲۴۳۳۶ | 2001 QZ109  | ۲۱ اوت ۲۰۰۱     |
| ۱۲۴۳۳۷ | 2001 QC110  | ۲۱ اوت ۲۰۰۱     |
| ۱۲۴۳۳۸ | 2001 QE110  | ۲۴ اوت ۲۰۰۱     |
| ۱۲۴۳۳۹ | 2001 QV111  | ۲۲ اوت ۲۰۰۱     |
| ۱۲۴۳۴۰ | 2001 QM112  | ۲۵ اوت ۲۰۰۱     |
| ۱۲۴۳۴۱ | 2001 QT114  | ۱۷ اوت ۲۰۰۱     |
| ۱۲۴۳۴۲ | 2001 QL116  | ۱۷ اوت ۲۰۰۱     |
| ۱۲۴۳۴۳ | 2001 QF117  | ۱۷ اوت ۲۰۰۱     |
| ۱۲۴۳۴۴ | 2001 QL117  | ۱۷ اوت ۲۰۰۱     |
| ۱۲۴۳۴۵ | 2001 QP117  | ۱۷ اوت ۲۰۰۱     |
| ۱۲۴۳۴۶ | 2001 QC118  | ۱۷ اوت ۲۰۰۱     |
| ۱۲۴۳۴۷ | 2001 QP119  | ۱۸ اوت ۲۰۰۱     |
| ۱۲۴۳۴۸ | 2001 QF120  | ۱۸ اوت ۲۰۰۱     |
| ۱۲۴۳۴۹ | 2001 QX120  | ۱۹ اوت ۲۰۰۱     |
| ۱۲۴۳۵۰ | 2001 QX122  | ۱۹ اوت ۲۰۰۱     |
| ۱۲۴۳۵۱ | 2001 QF124  | ۱۹ اوت ۲۰۰۱     |
| ۱۲۴۳۵۲ | 2001 QD126  | ۲۰ اوت ۲۰۰۱     |
| ۱۲۴۳۵۳ | 2001 QC127  | ۲۰ اوت ۲۰۰۱     |
| ۱۲۴۳۵۴ | 2001 QM127  | ۲۰ اوت ۲۰۰۱     |
| ۱۲۴۳۵۵ | 2001 QW128  | ۲۰ اوت ۲۰۰۱     |
| ۱۲۴۳۵۶ | 2001 QA129  | ۲۰ اوت ۲۰۰۱     |
| ۱۲۴۳۵۷ | 2001 QH129  | ۲۰ اوت ۲۰۰۱     |
| ۱۲۴۳۵۸ | 2001 QA131  | ۲۰ اوت ۲۰۰۱     |
| ۱۲۴۳۵۹ | 2001 QV131  | ۲۰ اوت ۲۰۰۱     |
| ۱۲۴۳۶۰ | 2001 QR133  | ۲۱ اوت ۲۰۰۱     |
| ۱۲۴۳۶۱ | 2001 QW133  | ۲۱ اوت ۲۰۰۱     |
| ۱۲۴۳۶۲ | 2001 QZ134  | ۲۲ اوت ۲۰۰۱     |
| ۱۲۴۳۶۳ | 2001 QM136  | ۲۲ اوت ۲۰۰۱     |
| ۱۲۴۳۶۴ | 2001 QB138  | ۲۲ اوت ۲۰۰۱     |
| ۱۲۴۳۶۵ | 2001 QL138  | ۲۲ اوت ۲۰۰۱     |
| ۱۲۴۳۶۶ | 2001 QV140  | ۲۲ اوت ۲۰۰۱     |
| ۱۲۴۳۶۷ | 2001 QD142  | ۲۴ اوت ۲۰۰۱     |
| ۱۲۴۳۶۸ | 2001 QT142  | ۲۴ اوت ۲۰۰۱     |
| ۱۲۴۳۶۹ | 2001 QS147  | ۲۰ اوت ۲۰۰۱     |
| ۱۲۴۳۷۰ | 2001 QX149  | ۲۵ اوت ۲۰۰۱     |
| ۱۲۴۳۷۱ | 2001 QJ152  | ۲۵ اوت ۲۰۰۱     |
| ۱۲۴۳۷۲ | 2001 QN152  | ۲۶ اوت ۲۰۰۱     |
| ۱۲۴۳۷۳ | 2001 QP152  | ۲۶ اوت ۲۰۰۱     |
| ۱۲۴۳۷۴ | 2001 QU152  | ۲۶ اوت ۲۰۰۱     |
| ۱۲۴۳۷۵ | 2001 QV152  | ۲۶ اوت ۲۰۰۱     |
| ۱۲۴۳۷۶ | 2001 QG155  | ۲۳ اوت ۲۰۰۱     |
| ۱۲۴۳۷۷ | 2001 QG157  | ۲۳ اوت ۲۰۰۱     |
| ۱۲۴۳۷۸ | 2001 QH157  | ۲۳ اوت ۲۰۰۱     |
| ۱۲۴۳۷۹ | 2001 QY158  | ۲۳ اوت ۲۰۰۱     |
| ۱۲۴۳۸۰ | 2001 QK161  | ۲۳ اوت ۲۰۰۱     |
| ۱۲۴۳۸۱ | 2001 QB164  | ۲۰ اوت ۲۰۰۱     |
| ۱۲۴۳۸۲ | 2001 QX165  | ۲۴ اوت ۲۰۰۱     |
| ۱۲۴۳۸۳ | 2001 QF167  | ۲۴ اوت ۲۰۰۱     |
| ۱۲۴۳۸۴ | 2001 QE168  | ۲۵ اوت ۲۰۰۱     |
| ۱۲۴۳۸۵ | 2001 QC174  | ۲۶ اوت ۲۰۰۱     |
| ۱۲۴۳۸۶ | 2001 QJ175  | ۲۱ اوت ۲۰۰۱     |
| ۱۲۴۳۸۷ | 2001 QB178  | ۲۷ اوت ۲۰۰۱     |
| ۱۲۴۳۸۸ | 2001 QN178  | ۲۶ اوت ۲۰۰۱     |
| ۱۲۴۳۸۹ | 2001 QG179  | ۲۸ اوت ۲۰۰۱     |
| ۱۲۴۳۹۰ | 2001 QU179  | ۲۵ اوت ۲۰۰۱     |
| ۱۲۴۳۹۱ | 2001 QX179  | ۲۵ اوت ۲۰۰۱     |
| ۱۲۴۳۹۲ | 2001 QZ181  | ۲۹ اوت ۲۰۰۱     |
| ۱۲۴۳۹۳ | 2001 QM186  | ۲۱ اوت ۲۰۰۱     |
| ۱۲۴۳۹۴ | 2001 QF187  | ۲۱ اوت ۲۰۰۱     |
| ۱۲۴۳۹۵ | 2001 QA189  | ۲۲ اوت ۲۰۰۱     |
| ۱۲۴۳۹۶ | 2001 QJ189  | ۲۲ اوت ۲۰۰۱     |
| ۱۲۴۳۹۷ | 2001 QR190  | ۲۲ اوت ۲۰۰۱     |
| ۱۲۴۳۹۸ | 2001 QK197  | ۲۲ اوت ۲۰۰۱     |
| ۱۲۴۳۹۹ | 2001 QN197  | ۲۲ اوت ۲۰۰۱     |
| ۱۲۴۴۰۰ | 2001 QB198  | ۲۲ اوت ۲۰۰۱     |
| ۱۲۴۴۰۱ | 2001 QF198  | ۲۲ اوت ۲۰۰۱     |
| ۱۲۴۴۰۲ | 2001 QQ198  | ۲۲ اوت ۲۰۰۱     |
| ۱۲۴۴۰۳ | 2001 QZ204  | ۲۳ اوت ۲۰۰۱     |
| ۱۲۴۴۰۴ | 2001 QR205  | ۲۳ اوت ۲۰۰۱     |
| ۱۲۴۴۰۵ | 2001 QN206  | ۲۳ اوت ۲۰۰۱     |
| ۱۲۴۴۰۶ | 2001 QO206  | ۲۳ اوت ۲۰۰۱     |
| ۱۲۴۴۰۷ | 2001 QS206  | ۲۳ اوت ۲۰۰۱     |
| ۱۲۴۴۰۸ | 2001 QN208  | ۲۳ اوت ۲۰۰۱     |
| ۱۲۴۴۰۹ | 2001 QP211  | ۲۳ اوت ۲۰۰۱     |
| ۱۲۴۴۱۰ | 2001 QW211  | ۲۳ اوت ۲۰۰۱     |
| ۱۲۴۴۱۱ | 2001 QD212  | ۲۳ اوت ۲۰۰۱     |
| ۱۲۴۴۱۲ | 2001 QR213  | ۲۳ اوت ۲۰۰۱     |
| ۱۲۴۴۱۳ | 2001 QD214  | ۲۳ اوت ۲۰۰۱     |
| ۱۲۴۴۱۴ | 2001 QM214  | ۲۳ اوت ۲۰۰۱     |
| ۱۲۴۴۱۵ | 2001 QA219  | ۲۳ اوت ۲۰۰۱     |
| ۱۲۴۴۱۶ | 2001 QV223  | ۲۴ اوت ۲۰۰۱     |
| ۱۲۴۴۱۷ | 2001 QW223  | ۲۴ اوت ۲۰۰۱     |
| ۱۲۴۴۱۸ | 2001 QL224  | ۲۴ اوت ۲۰۰۱     |
| ۱۲۴۴۱۹ | 2001 QT229  | ۲۴ اوت ۲۰۰۱     |
| ۱۲۴۴۲۰ | 2001 QM230  | ۲۴ اوت ۲۰۰۱     |
| ۱۲۴۴۲۱ | 2001 QM233  | ۲۴ اوت ۲۰۰۱     |
| ۱۲۴۴۲۲ | 2001 QL234  | ۲۴ اوت ۲۰۰۱     |
| ۱۲۴۴۲۳ | 2001 QE235  | ۲۴ اوت ۲۰۰۱     |
| ۱۲۴۴۲۴ | 2001 QL237  | ۲۴ اوت ۲۰۰۱     |
| ۱۲۴۴۲۵ | 2001 QU238  | ۲۴ اوت ۲۰۰۱     |
| ۱۲۴۴۲۶ | 2001 QE239  | ۲۴ اوت ۲۰۰۱     |
| ۱۲۴۴۲۷ | 2001 QW239  | ۲۴ اوت ۲۰۰۱     |
| ۱۲۴۴۲۸ | 2001 QU241  | ۲۴ اوت ۲۰۰۱     |
| ۱۲۴۴۲۹ | 2001 QX242  | ۲۴ اوت ۲۰۰۱     |
| ۱۲۴۴۳۰ | 2001 QE246  | ۲۴ اوت ۲۰۰۱     |
| ۱۲۴۴۳۱ | 2001 QD247  | ۲۴ اوت ۲۰۰۱     |
| ۱۲۴۴۳۲ | 2001 QJ247  | ۲۴ اوت ۲۰۰۱     |
| ۱۲۴۴۳۳ | 2001 QM247  | ۲۴ اوت ۲۰۰۱     |
| ۱۲۴۴۳۴ | 2001 QR247  | ۲۴ اوت ۲۰۰۱     |
| ۱۲۴۴۳۵ | 2001 QS247  | ۲۴ اوت ۲۰۰۱     |
| ۱۲۴۴۳۶ | 2001 QG248  | ۲۴ اوت ۲۰۰۱     |
| ۱۲۴۴۳۷ | 2001 QN248  | ۲۴ اوت ۲۰۰۱     |
| ۱۲۴۴۳۸ | 2001 QV248  | ۲۴ اوت ۲۰۰۱     |
| ۱۲۴۴۳۹ | 2001 QG249  | ۲۴ اوت ۲۰۰۱     |
| ۱۲۴۴۴۰ | 2001 QB257  | ۲۵ اوت ۲۰۰۱     |
| ۱۲۴۴۴۱ | 2001 QN258  | ۲۵ اوت ۲۰۰۱     |
| ۱۲۴۴۴۲ | 2001 QY259  | ۲۵ اوت ۲۰۰۱     |
| ۱۲۴۴۴۳ | 2001 QQ260  | ۲۵ اوت ۲۰۰۱     |
| ۱۲۴۴۴۴ | 2001 QF261  | ۲۵ اوت ۲۰۰۱     |
| ۱۲۴۴۴۵ | 2001 QG262  | ۲۵ اوت ۲۰۰۱     |
| ۱۲۴۴۴۶ | 2001 QJ262  | ۲۵ اوت ۲۰۰۱     |
| ۱۲۴۴۴۷ | 2001 QA263  | ۲۵ اوت ۲۰۰۱     |
| ۱۲۴۴۴۸ | 2001 QC263  | ۲۵ اوت ۲۰۰۱     |
| ۱۲۴۴۴۹ | 2001 QZ263  | ۲۵ اوت ۲۰۰۱     |
| ۱۲۴۴۵۰ | 2001 QN264  | ۲۵ اوت ۲۰۰۱     |
| ۱۲۴۴۵۱ | 2001 QU269  | ۱۹ اوت ۲۰۰۱     |
| ۱۲۴۴۵۲ | 2001 QA270  | ۱۹ اوت ۲۰۰۱     |
| ۱۲۴۴۵۳ | 2001 QM270  | ۱۹ اوت ۲۰۰۱     |
| ۱۲۴۴۵۴ | 2001 QG271  | ۱۹ اوت ۲۰۰۱     |
| ۱۲۴۴۵۵ | 2001 QX272  | ۱۹ اوت ۲۰۰۱     |
| ۱۲۴۴۵۶ | 2001 QC278  | ۱۹ اوت ۲۰۰۱     |
| ۱۲۴۴۵۷ | 2001 QE280  | ۱۹ اوت ۲۰۰۱     |
| ۱۲۴۴۵۸ | 2001 QU282  | ۱۹ اوت ۲۰۰۱     |
| ۱۲۴۴۵۹ | 2001 QE284  | ۱۸ اوت ۲۰۰۱     |
| ۱۲۴۴۶۰ | 2001 QM292  | ۱۶ اوت ۲۰۰۱     |
| ۱۲۴۴۶۱ | 2001 QE295  | ۲۴ اوت ۲۰۰۱     |
| ۱۲۴۴۶۲ | 2001 QG295  | ۲۴ اوت ۲۰۰۱     |
| ۱۲۴۴۶۳ | 2001 QQ295  | ۲۴ اوت ۲۰۰۱     |
| ۱۲۴۴۶۴ | 2001 QV295  | ۲۴ اوت ۲۰۰۱     |
| ۱۲۴۴۶۵ | 2001 QF296  | ۲۴ اوت ۲۰۰۱     |
| ۱۲۴۴۶۶ | 2001 QF327  | ۲۳ اوت ۲۰۰۱     |
| ۱۲۴۴۶۷ | 2001 QW327  | ۱۹ اوت ۲۰۰۱     |
| ۱۲۴۴۶۸ | 2001 QB329  | ۱۶ اوت ۲۰۰۱     |
| ۱۲۴۴۶۹ | 2001 QA330  | ۲۵ اوت ۲۰۰۱     |
| ۱۲۴۴۷۰ | 2001 RL4    | ۸ سپتامبر ۲۰۰۱  |
| ۱۲۴۴۷۱ | 2001 RD5    | ۸ سپتامبر ۲۰۰۱  |
| ۱۲۴۴۷۲ | 2001 RJ5    | ۸ سپتامبر ۲۰۰۱  |
| ۱۲۴۴۷۳ | 2001 RB6    | ۸ سپتامبر ۲۰۰۱  |
| ۱۲۴۴۷۴ | 2001 RQ6    | ۱۰ سپتامبر ۲۰۰۱ |
| ۱۲۴۴۷۵ | 2001 RX6    | ۱۰ سپتامبر ۲۰۰۱ |
| ۱۲۴۴۷۶ | 2001 RB7    | ۱۰ سپتامبر ۲۰۰۱ |
| ۱۲۴۴۷۷ | 2001 RD7    | ۱۰ سپتامبر ۲۰۰۱ |
| ۱۲۴۴۷۸ | 2001 RG12   | ۷ سپتامبر ۲۰۰۱  |
| ۱۲۴۴۷۹ | 2001 RA13   | ۹ سپتامبر ۲۰۰۱  |
| ۱۲۴۴۸۰ | 2001 RP13   | ۱۰ سپتامبر ۲۰۰۱ |
| ۱۲۴۴۸۱ | 2001 RZ18   | ۷ سپتامبر ۲۰۰۱  |
| ۱۲۴۴۸۲ | 2001 RM21   | ۷ سپتامبر ۲۰۰۱  |
| ۱۲۴۴۸۳ | 2001 RS23   | ۷ سپتامبر ۲۰۰۱  |
| ۱۲۴۴۸۴ | 2001 RT24   | ۷ سپتامبر ۲۰۰۱  |
| ۱۲۴۴۸۵ | 2001 RF25   | ۷ سپتامبر ۲۰۰۱  |
| ۱۲۴۴۸۶ | 2001 RG25   | ۷ سپتامبر ۲۰۰۱  |
| ۱۲۴۴۸۷ | 2001 RT27   | ۷ سپتامبر ۲۰۰۱  |
| ۱۲۴۴۸۸ | 2001 RU35   | ۸ سپتامبر ۲۰۰۱  |
| ۱۲۴۴۸۹ | 2001 RB36   | ۸ سپتامبر ۲۰۰۱  |
| ۱۲۴۴۹۰ | 2001 RF36   | ۸ سپتامبر ۲۰۰۱  |
| ۱۲۴۴۹۱ | 2001 RE38   | ۸ سپتامبر ۲۰۰۱  |
| ۱۲۴۴۹۲ | 2001 RO38   | ۸ سپتامبر ۲۰۰۱  |
| ۱۲۴۴۹۳ | 2001 RT43   | ۱۰ سپتامبر ۲۰۰۱ |
| ۱۲۴۴۹۴ | 2001 RE44   | ۱۲ سپتامبر ۲۰۰۱ |
| ۱۲۴۴۹۵ | 2001 RR44   | ۱۲ سپتامبر ۲۰۰۱ |
| ۱۲۴۴۹۶ | 2001 RS44   | ۱۳ سپتامبر ۲۰۰۱ |
| ۱۲۴۴۹۷ | 2001 RF45   | ۱۲ سپتامبر ۲۰۰۱ |
| ۱۲۴۴۹۸ | 2001 RS45   | ۱۴ سپتامبر ۲۰۰۱ |
| ۱۲۴۴۹۹ | 2001 RK46   | ۱۲ سپتامبر ۲۰۰۱ |
| ۱۲۴۵۰۰ | 2001 RL49   | ۹ سپتامبر ۲۰۰۱  |
| ۱۲۴۵۰۱ | 2001 RO49   | ۱۰ سپتامبر ۲۰۰۱ |
| ۱۲۴۵۰۲ | 2001 RP49   | ۱۰ سپتامبر ۲۰۰۱ |
| ۱۲۴۵۰۳ | 2001 RK51   | ۱۱ سپتامبر ۲۰۰۱ |
| ۱۲۴۵۰۴ | 2001 RL54   | ۱۲ سپتامبر ۲۰۰۱ |
| ۱۲۴۵۰۵ | 2001 RO58   | ۱۲ سپتامبر ۲۰۰۱ |
| ۱۲۴۵۰۶ | 2001 RN62   | ۱۲ سپتامبر ۲۰۰۱ |
| ۱۲۴۵۰۷ | 2001 RU64   | ۱۰ سپتامبر ۲۰۰۱ |
| ۱۲۴۵۰۸ | 2001 RY64   | ۱۰ سپتامبر ۲۰۰۱ |
| ۱۲۴۵۰۹ | 2001 RM65   | ۱۰ سپتامبر ۲۰۰۱ |
| ۱۲۴۵۱۰ | 2001 RN65   | ۱۰ سپتامبر ۲۰۰۱ |
| ۱۲۴۵۱۱ | 2001 RX65   | ۱۰ سپتامبر ۲۰۰۱ |
| ۱۲۴۵۱۲ | 2001 RK67   | ۱۰ سپتامبر ۲۰۰۱ |
| ۱۲۴۵۱۳ | 2001 RN68   | ۱۰ سپتامبر ۲۰۰۱ |
| ۱۲۴۵۱۴ | 2001 RE69   | ۱۰ سپتامبر ۲۰۰۱ |
| ۱۲۴۵۱۵ | 2001 RJ69   | ۱۰ سپتامبر ۲۰۰۱ |
| ۱۲۴۵۱۶ | 2001 RO71   | ۱۰ سپتامبر ۲۰۰۱ |
| ۱۲۴۵۱۷ | 2001 RC72   | ۱۰ سپتامبر ۲۰۰۱ |
| ۱۲۴۵۱۸ | 2001 RU73   | ۱۰ سپتامبر ۲۰۰۱ |
| ۱۲۴۵۱۹ | 2001 RT75   | ۱۰ سپتامبر ۲۰۰۱ |
| ۱۲۴۵۲۰ | 2001 RX75   | ۱۰ سپتامبر ۲۰۰۱ |
| ۱۲۴۵۲۱ | 2001 RC77   | ۱۰ سپتامبر ۲۰۰۱ |
| ۱۲۴۵۲۲ | 2001 RN77   | ۱۰ سپتامبر ۲۰۰۱ |
| ۱۲۴۵۲۳ | 2001 RL78   | ۱۰ سپتامبر ۲۰۰۱ |
| ۱۲۴۵۲۴ | 2001 RB80   | ۹ سپتامبر ۲۰۰۱  |
| ۱۲۴۵۲۵ | 2001 RE81   | ۱۴ سپتامبر ۲۰۰۱ |
| ۱۲۴۵۲۶ | 2001 RG83   | ۱۱ سپتامبر ۲۰۰۱ |
| ۱۲۴۵۲۷ | 2001 RR84   | ۱۱ سپتامبر ۲۰۰۱ |
| ۱۲۴۵۲۸ | 2001 RX86   | ۱۱ سپتامبر ۲۰۰۱ |
| ۱۲۴۵۲۹ | 2001 RL88   | ۱۱ سپتامبر ۲۰۰۱ |
| ۱۲۴۵۳۰ | 2001 RN89   | ۱۱ سپتامبر ۲۰۰۱ |
| ۱۲۴۵۳۱ | 2001 RO90   | ۱۱ سپتامبر ۲۰۰۱ |
| ۱۲۴۵۳۲ | 2001 RB91   | ۱۱ سپتامبر ۲۰۰۱ |
| ۱۲۴۵۳۳ | 2001 RT91   | ۱۱ سپتامبر ۲۰۰۱ |
| ۱۲۴۵۳۴ | 2001 RF94   | ۱۱ سپتامبر ۲۰۰۱ |
| ۱۲۴۵۳۵ | 2001 RJ94   | ۱۱ سپتامبر ۲۰۰۱ |
| ۱۲۴۵۳۶ | 2001 RP94   | ۱۱ سپتامبر ۲۰۰۱ |
| ۱۲۴۵۳۷ | 2001 RC95   | ۱۱ سپتامبر ۲۰۰۱ |
| ۱۲۴۵۳۸ | 2001 RC96   | ۱۱ سپتامبر ۲۰۰۱ |
| ۱۲۴۵۳۹ | 2001 RD96   | ۱۱ سپتامبر ۲۰۰۱ |
| ۱۲۴۵۴۰ | 2001 RY97   | ۱۲ سپتامبر ۲۰۰۱ |
| ۱۲۴۵۴۱ | 2001 RC98   | ۱۲ سپتامبر ۲۰۰۱ |
| ۱۲۴۵۴۲ | 2001 RP99   | ۱۲ سپتامبر ۲۰۰۱ |
| ۱۲۴۵۴۳ | 2001 RO101  | ۱۲ سپتامبر ۲۰۰۱ |
| ۱۲۴۵۴۴ | 2001 RV108  | ۱۲ سپتامبر ۲۰۰۱ |
| ۱۲۴۵۴۵ | 2001 RZ108  | ۱۲ سپتامبر ۲۰۰۱ |
| ۱۲۴۵۴۶ | 2001 RA112  | ۱۲ سپتامبر ۲۰۰۱ |
| ۱۲۴۵۴۷ | 2001 RG121  | ۱۲ سپتامبر ۲۰۰۱ |
| ۱۲۴۵۴۸ | 2001 RT126  | ۱۲ سپتامبر ۲۰۰۱ |
| ۱۲۴۵۴۹ | 2001 RQ130  | ۱۲ سپتامبر ۲۰۰۱ |
| ۱۲۴۵۵۰ | 2001 RQ131  | ۱۲ سپتامبر ۲۰۰۱ |
| ۱۲۴۵۵۱ | 2001 RS132  | ۱۲ سپتامبر ۲۰۰۱ |
| ۱۲۴۵۵۲ | 2001 RE134  | ۱۲ سپتامبر ۲۰۰۱ |
| ۱۲۴۵۵۳ | 2001 RW134  | ۱۲ سپتامبر ۲۰۰۱ |
| ۱۲۴۵۵۴ | 2001 RO136  | ۱۲ سپتامبر ۲۰۰۱ |
| ۱۲۴۵۵۵ | 2001 RV136  | ۱۲ سپتامبر ۲۰۰۱ |
| ۱۲۴۵۵۶ | 2001 RK137  | ۱۲ سپتامبر ۲۰۰۱ |
| ۱۲۴۵۵۷ | 2001 RD139  | ۱۲ سپتامبر ۲۰۰۱ |
| ۱۲۴۵۵۸ | 2001 RJ151  | ۱۱ سپتامبر ۲۰۰۱ |
| ۱۲۴۵۵۹ | 2001 RR152  | ۱۱ سپتامبر ۲۰۰۱ |
| ۱۲۴۵۶۰ | 2001 RP154  | ۱۱ سپتامبر ۲۰۰۱ |
| ۱۲۴۵۶۰ | 2001 ST     | ۱۷ سپتامبر ۲۰۰۱ |
| ۱۲۴۵۶۰ | 2001 SU     | ۱۷ سپتامبر ۲۰۰۱ |
| ۱۲۴۵۶۳ | 2001 SO1    | ۱۷ سپتامبر ۲۰۰۱ |
| ۱۲۴۵۶۴ | 2001 SS1    | ۱۷ سپتامبر ۲۰۰۱ |
| ۱۲۴۵۶۵ | 2001 SD2    | ۱۷ سپتامبر ۲۰۰۱ |
| ۱۲۴۵۶۶ | 2001 SN2    | ۱۷ سپتامبر ۲۰۰۱ |
| ۱۲۴۵۶۷ | 2001 SO2    | ۱۷ سپتامبر ۲۰۰۱ |
| ۱۲۴۵۶۸ | 2001 SV2    | ۱۷ سپتامبر ۲۰۰۱ |
| ۱۲۴۵۶۹ | 2001 SJ4    | ۱۷ سپتامبر ۲۰۰۱ |
| ۱۲۴۵۷۰ | 2001 SS4    | ۱۸ سپتامبر ۲۰۰۱ |
| ۱۲۴۵۷۱ | 2001 SV4    | ۱۸ سپتامبر ۲۰۰۱ |
| ۱۲۴۵۷۲ | 2001 SX5    | ۱۷ سپتامبر ۲۰۰۱ |
| ۱۲۴۵۷۳ | 2001 SS9    | ۱۸ سپتامبر ۲۰۰۱ |
| ۱۲۴۵۷۴ | 2001 ST9    | ۱۸ سپتامبر ۲۰۰۱ |
| ۱۲۴۵۷۵ | 2001 SJ12   | ۱۶ سپتامبر ۲۰۰۱ |
| ۱۲۴۵۷۶ | 2001 SS12   | ۱۶ سپتامبر ۲۰۰۱ |
| ۱۲۴۵۷۷ | 2001 SX13   | ۱۶ سپتامبر ۲۰۰۱ |
| ۱۲۴۵۷۸ | 2001 SE14   | ۱۶ سپتامبر ۲۰۰۱ |
| ۱۲۴۵۷۹ | 2001 SF15   | ۱۶ سپتامبر ۲۰۰۱ |
| ۱۲۴۵۸۰ | 2001 SJ15   | ۱۶ سپتامبر ۲۰۰۱ |
| ۱۲۴۵۸۱ | 2001 SN15   | ۱۶ سپتامبر ۲۰۰۱ |
| ۱۲۴۵۸۲ | 2001 SW15   | ۱۶ سپتامبر ۲۰۰۱ |
| ۱۲۴۵۸۳ | 2001 SF16   | ۱۶ سپتامبر ۲۰۰۱ |
| ۱۲۴۵۸۴ | 2001 SN16   | ۱۶ سپتامبر ۲۰۰۱ |
| ۱۲۴۵۸۵ | 2001 SG17   | ۱۶ سپتامبر ۲۰۰۱ |
| ۱۲۴۵۸۶ | 2001 SU18   | ۱۶ سپتامبر ۲۰۰۱ |
| ۱۲۴۵۸۷ | 2001 SR20   | ۱۶ سپتامبر ۲۰۰۱ |
| ۱۲۴۵۸۸ | 2001 SD21   | ۱۶ سپتامبر ۲۰۰۱ |
| ۱۲۴۵۸۹ | 2001 SV21   | ۱۶ سپتامبر ۲۰۰۱ |
| ۱۲۴۵۹۰ | 2001 SW23   | ۱۶ سپتامبر ۲۰۰۱ |
| ۱۲۴۵۹۱ | 2001 SX23   | ۱۶ سپتامبر ۲۰۰۱ |
| ۱۲۴۵۹۲ | 2001 SK24   | ۱۶ سپتامبر ۲۰۰۱ |
| ۱۲۴۵۹۳ | 2001 ST24   | ۱۶ سپتامبر ۲۰۰۱ |
| ۱۲۴۵۹۴ | 2001 SR25   | ۱۶ سپتامبر ۲۰۰۱ |
| ۱۲۴۵۹۵ | 2001 SZ25   | ۱۶ سپتامبر ۲۰۰۱ |
| ۱۲۴۵۹۶ | 2001 SG26   | ۱۶ سپتامبر ۲۰۰۱ |
| ۱۲۴۵۹۷ | 2001 SY26   | ۱۶ سپتامبر ۲۰۰۱ |
| ۱۲۴۵۹۸ | 2001 SN27   | ۱۶ سپتامبر ۲۰۰۱ |
| ۱۲۴۵۹۹ | 2001 SR28   | ۱۶ سپتامبر ۲۰۰۱ |
| ۱۲۴۶۰۰ | 2001 SX28   | ۱۶ سپتامبر ۲۰۰۱ |
| ۱۲۴۶۰۱ | 2001 SM29   | ۱۶ سپتامبر ۲۰۰۱ |
| ۱۲۴۶۰۲ | 2001 SW30   | ۱۶ سپتامبر ۲۰۰۱ |
| ۱۲۴۶۰۳ | 2001 SZ33   | ۱۶ سپتامبر ۲۰۰۱ |
| ۱۲۴۶۰۴ | 2001 SL34   | ۱۶ سپتامبر ۲۰۰۱ |
| ۱۲۴۶۰۵ | 2001 SY38   | ۱۶ سپتامبر ۲۰۰۱ |
| ۱۲۴۶۰۶ | 2001 SS39   | ۱۶ سپتامبر ۲۰۰۱ |
| ۱۲۴۶۰۷ | 2001 SG40   | ۱۶ سپتامبر ۲۰۰۱ |
| ۱۲۴۶۰۸ | 2001 SH40   | ۱۶ سپتامبر ۲۰۰۱ |
| ۱۲۴۶۰۹ | 2001 SS40   | ۱۶ سپتامبر ۲۰۰۱ |
| ۱۲۴۶۱۰ | 2001 SU42   | ۱۶ سپتامبر ۲۰۰۱ |
| ۱۲۴۶۱۱ | 2001 SC43   | ۱۶ سپتامبر ۲۰۰۱ |
| ۱۲۴۶۱۲ | 2001 SD44   | ۱۶ سپتامبر ۲۰۰۱ |
| ۱۲۴۶۱۳ | 2001 SE45   | ۱۶ سپتامبر ۲۰۰۱ |
| ۱۲۴۶۱۴ | 2001 SV45   | ۱۶ سپتامبر ۲۰۰۱ |
| ۱۲۴۶۱۵ | 2001 SW46   | ۱۶ سپتامبر ۲۰۰۱ |
| ۱۲۴۶۱۶ | 2001 SB48   | ۱۶ سپتامبر ۲۰۰۱ |
| ۱۲۴۶۱۷ | 2001 SL48   | ۱۶ سپتامبر ۲۰۰۱ |
| ۱۲۴۶۱۸ | 2001 SR48   | ۱۶ سپتامبر ۲۰۰۱ |
| ۱۲۴۶۱۹ | 2001 SC49   | ۱۶ سپتامبر ۲۰۰۱ |
| ۱۲۴۶۲۰ | 2001 SS50   | ۱۶ سپتامبر ۲۰۰۱ |
| ۱۲۴۶۲۱ | 2001 SV50   | ۱۶ سپتامبر ۲۰۰۱ |
| ۱۲۴۶۲۲ | 2001 SD52   | ۱۶ سپتامبر ۲۰۰۱ |
| ۱۲۴۶۲۳ | 2001 SU54   | ۱۶ سپتامبر ۲۰۰۱ |
| ۱۲۴۶۲۴ | 2001 SG56   | ۱۶ سپتامبر ۲۰۰۱ |
| ۱۲۴۶۲۵ | 2001 SS57   | ۱۷ سپتامبر ۲۰۰۱ |
| ۱۲۴۶۲۶ | 2001 SG58   | ۱۷ سپتامبر ۲۰۰۱ |
| ۱۲۴۶۲۷ | 2001 SF60   | ۱۷ سپتامبر ۲۰۰۱ |
| ۱۲۴۶۲۸ | 2001 SY60   | ۱۷ سپتامبر ۲۰۰۱ |
| ۱۲۴۶۲۹ | 2001 SK62   | ۱۷ سپتامبر ۲۰۰۱ |
| ۱۲۴۶۳۰ | 2001 SM62   | ۱۷ سپتامبر ۲۰۰۱ |
| ۱۲۴۶۳۱ | 2001 SW62   | ۱۷ سپتامبر ۲۰۰۱ |
| ۱۲۴۶۳۲ | 2001 SA63   | ۱۷ سپتامبر ۲۰۰۱ |
| ۱۲۴۶۳۳ | 2001 SR63   | ۱۷ سپتامبر ۲۰۰۱ |
| ۱۲۴۶۳۴ | 2001 SL64   | ۱۷ سپتامبر ۲۰۰۱ |
| ۱۲۴۶۳۵ | 2001 SL65   | ۱۷ سپتامبر ۲۰۰۱ |
| ۱۲۴۶۳۶ | 2001 SS65   | ۱۷ سپتامبر ۲۰۰۱ |
| ۱۲۴۶۳۷ | 2001 SV65   | ۱۷ سپتامبر ۲۰۰۱ |
| ۱۲۴۶۳۸ | 2001 SG66   | ۱۷ سپتامبر ۲۰۰۱ |
| ۱۲۴۶۳۹ | 2001 SR66   | ۱۷ سپتامبر ۲۰۰۱ |
| ۱۲۴۶۴۰ | 2001 SX66   | ۱۷ سپتامبر ۲۰۰۱ |
| ۱۲۴۶۴۱ | 2001 SU67   | ۱۷ سپتامبر ۲۰۰۱ |
| ۱۲۴۶۴۲ | 2001 SJ68   | ۱۷ سپتامبر ۲۰۰۱ |
| ۱۲۴۶۴۳ | 2001 SQ68   | ۱۷ سپتامبر ۲۰۰۱ |
| ۱۲۴۶۴۴ | 2001 SG69   | ۱۷ سپتامبر ۲۰۰۱ |
| ۱۲۴۶۴۵ | 2001 SK69   | ۱۷ سپتامبر ۲۰۰۱ |
| ۱۲۴۶۴۶ | 2001 SZ69   | ۱۷ سپتامبر ۲۰۰۱ |
| ۱۲۴۶۴۷ | 2001 SB70   | ۱۷ سپتامبر ۲۰۰۱ |
| ۱۲۴۶۴۸ | 2001 SD70   | ۱۷ سپتامبر ۲۰۰۱ |
| ۱۲۴۶۴۹ | 2001 SM70   | ۱۷ سپتامبر ۲۰۰۱ |
| ۱۲۴۶۵۰ | 2001 ST70   | ۱۷ سپتامبر ۲۰۰۱ |
| ۱۲۴۶۵۱ | 2001 SZ71   | ۱۷ سپتامبر ۲۰۰۱ |
| ۱۲۴۶۵۲ | 2001 SK72   | ۱۷ سپتامبر ۲۰۰۱ |
| ۱۲۴۶۵۳ | 2001 SO72   | ۱۷ سپتامبر ۲۰۰۱ |
| ۱۲۴۶۵۴ | 2001 SV73   | ۱۶ سپتامبر ۲۰۰۱ |
| ۱۲۴۶۵۵ | 2001 SP74   | ۱۹ سپتامبر ۲۰۰۱ |
| ۱۲۴۶۵۶ | 2001 SC75   | ۱۹ سپتامبر ۲۰۰۱ |
| ۱۲۴۶۵۷ | 2001 SM76   | ۱۶ سپتامبر ۲۰۰۱ |
| ۱۲۴۶۵۸ | 2001 SV76   | ۱۶ سپتامبر ۲۰۰۱ |
| ۱۲۴۶۵۹ | 2001 SO80   | ۲۰ سپتامبر ۲۰۰۱ |
| ۱۲۴۶۶۰ | 2001 SW80   | ۲۰ سپتامبر ۲۰۰۱ |
| ۱۲۴۶۶۱ | 2001 SG81   | ۲۰ سپتامبر ۲۰۰۱ |
| ۱۲۴۶۶۲ | 2001 SD84   | ۲۰ سپتامبر ۲۰۰۱ |
| ۱۲۴۶۶۳ | 2001 SP85   | ۲۰ سپتامبر ۲۰۰۱ |
| ۱۲۴۶۶۴ | 2001 SR88   | ۲۰ سپتامبر ۲۰۰۱ |
| ۱۲۴۶۶۵ | 2001 SQ89   | ۲۰ سپتامبر ۲۰۰۱ |
| ۱۲۴۶۶۶ | 2001 SX93   | ۲۰ سپتامبر ۲۰۰۱ |
| ۱۲۴۶۶۷ | 2001 SU98   | ۲۰ سپتامبر ۲۰۰۱ |
| ۱۲۴۶۶۸ | 2001 SF99   | ۲۰ سپتامبر ۲۰۰۱ |
| ۱۲۴۶۶۹ | 2001 SP101  | ۲۰ سپتامبر ۲۰۰۱ |
| ۱۲۴۶۷۰ | 2001 SC105  | ۲۰ سپتامبر ۲۰۰۱ |
| ۱۲۴۶۷۱ | 2001 SQ106  | ۲۰ سپتامبر ۲۰۰۱ |
| ۱۲۴۶۷۲ | 2001 SX106  | ۲۰ سپتامبر ۲۰۰۱ |
| ۱۲۴۶۷۳ | 2001 SZ106  | ۲۰ سپتامبر ۲۰۰۱ |
| ۱۲۴۶۷۴ | 2001 SH107  | ۲۰ سپتامبر ۲۰۰۱ |
| ۱۲۴۶۷۵ | 2001 SW107  | ۲۰ سپتامبر ۲۰۰۱ |
| ۱۲۴۶۷۶ | 2001 SY107  | ۲۰ سپتامبر ۲۰۰۱ |
| ۱۲۴۶۷۷ | 2001 SE108  | ۲۰ سپتامبر ۲۰۰۱ |
| ۱۲۴۶۷۸ | 2001 SD111  | ۲۰ سپتامبر ۲۰۰۱ |
| ۱۲۴۶۷۹ | 2001 SS111  | ۲۰ سپتامبر ۲۰۰۱ |
| ۱۲۴۶۸۰ | 2001 ST111  | ۲۰ سپتامبر ۲۰۰۱ |
| ۱۲۴۶۸۱ | 2001 ST112  | ۱۸ سپتامبر ۲۰۰۱ |
| ۱۲۴۶۸۲ | 2001 SC113  | ۱۸ سپتامبر ۲۰۰۱ |
| ۱۲۴۶۸۳ | 2001 SL113  | ۲۰ سپتامبر ۲۰۰۱ |
| ۱۲۴۶۸۴ | 2001 SW114  | ۲۰ سپتامبر ۲۰۰۱ |
| ۱۲۴۶۸۵ | 2001 SN116  | ۱۸ سپتامبر ۲۰۰۱ |
| ۱۲۴۶۸۶ | 2001 SD118  | ۱۶ سپتامبر ۲۰۰۱ |
| ۱۲۴۶۸۷ | 2001 SO118  | ۱۶ سپتامبر ۲۰۰۱ |
| ۱۲۴۶۸۸ | 2001 SU121  | ۱۶ سپتامبر ۲۰۰۱ |
| ۱۲۴۶۸۹ | 2001 SA122  | ۱۶ سپتامبر ۲۰۰۱ |
| ۱۲۴۶۹۰ | 2001 SN125  | ۱۶ سپتامبر ۲۰۰۱ |
| ۱۲۴۶۹۱ | 2001 SV129  | ۱۶ سپتامبر ۲۰۰۱ |
| ۱۲۴۶۹۲ | 2001 SX130  | ۱۶ سپتامبر ۲۰۰۱ |
| ۱۲۴۶۹۳ | 2001 SL131  | ۱۶ سپتامبر ۲۰۰۱ |
| ۱۲۴۶۹۴ | 2001 SN134  | ۱۶ سپتامبر ۲۰۰۱ |
| ۱۲۴۶۹۵ | 2001 SR136  | ۱۶ سپتامبر ۲۰۰۱ |
| ۱۲۴۶۹۶ | 2001 SC137  | ۱۶ سپتامبر ۲۰۰۱ |
| ۱۲۴۶۹۷ | 2001 SF138  | ۱۶ سپتامبر ۲۰۰۱ |
| ۱۲۴۶۹۸ | 2001 SL140  | ۱۶ سپتامبر ۲۰۰۱ |
| ۱۲۴۶۹۹ | 2001 SK142  | ۱۶ سپتامبر ۲۰۰۱ |
| ۱۲۴۷۰۰ | 2001 SZ142  | ۱۶ سپتامبر ۲۰۰۱ |
| ۱۲۴۷۰۱ | 2001 SG144  | ۱۶ سپتامبر ۲۰۰۱ |
| ۱۲۴۷۰۲ | 2001 SE146  | ۱۶ سپتامبر ۲۰۰۱ |
| ۱۲۴۷۰۳ | 2001 SS147  | ۱۷ سپتامبر ۲۰۰۱ |
| ۱۲۴۷۰۴ | 2001 SQ148  | ۱۷ سپتامبر ۲۰۰۱ |
| ۱۲۴۷۰۵ | 2001 SR149  | ۱۷ سپتامبر ۲۰۰۱ |
| ۱۲۴۷۰۶ | 2001 SS149  | ۱۷ سپتامبر ۲۰۰۱ |
| ۱۲۴۷۰۷ | 2001 ST149  | ۱۷ سپتامبر ۲۰۰۱ |
| ۱۲۴۷۰۸ | 2001 SU149  | ۱۷ سپتامبر ۲۰۰۱ |
| ۱۲۴۷۰۹ | 2001 SA150  | ۱۷ سپتامبر ۲۰۰۱ |
| ۱۲۴۷۱۰ | 2001 SD151  | ۱۷ سپتامبر ۲۰۰۱ |
| ۱۲۴۷۱۱ | 2001 SF151  | ۱۷ سپتامبر ۲۰۰۱ |
| ۱۲۴۷۱۲ | 2001 SA153  | ۱۷ سپتامبر ۲۰۰۱ |
| ۱۲۴۷۱۳ | 2001 SJ153  | ۱۷ سپتامبر ۲۰۰۱ |
| ۱۲۴۷۱۴ | 2001 SA155  | ۱۷ سپتامبر ۲۰۰۱ |
| ۱۲۴۷۱۵ | 2001 SC155  | ۱۷ سپتامبر ۲۰۰۱ |
| ۱۲۴۷۱۶ | 2001 SG157  | ۱۷ سپتامبر ۲۰۰۱ |
| ۱۲۴۷۱۷ | 2001 SG158  | ۱۷ سپتامبر ۲۰۰۱ |
| ۱۲۴۷۱۸ | 2001 SA160  | ۱۷ سپتامبر ۲۰۰۱ |
| ۱۲۴۷۱۹ | 2001 SH160  | ۱۷ سپتامبر ۲۰۰۱ |
| ۱۲۴۷۲۰ | 2001 SZ161  | ۱۷ سپتامبر ۲۰۰۱ |
| ۱۲۴۷۲۱ | 2001 SW163  | ۱۷ سپتامبر ۲۰۰۱ |
| ۱۲۴۷۲۲ | 2001 SG164  | ۱۷ سپتامبر ۲۰۰۱ |
| ۱۲۴۷۲۳ | 2001 SW164  | ۱۷ سپتامبر ۲۰۰۱ |
| ۱۲۴۷۲۴ | 2001 SE165  | ۱۷ سپتامبر ۲۰۰۱ |
| ۱۲۴۷۲۵ | 2001 SR167  | ۱۹ سپتامبر ۲۰۰۱ |
| ۱۲۴۷۲۶ | 2001 SU168  | ۱۹ سپتامبر ۲۰۰۱ |
| ۱۲۴۷۲۷ | 2001 SG169  | ۱۹ سپتامبر ۲۰۰۱ |
| ۱۲۴۷۲۸ | 2001 SR171  | ۱۶ سپتامبر ۲۰۰۱ |
| ۱۲۴۷۲۹ | 2001 SB173  | ۱۶ سپتامبر ۲۰۰۱ |
| ۱۲۴۷۳۰ | 2001 SV173  | ۱۶ سپتامبر ۲۰۰۱ |
| ۱۲۴۷۳۱ | 2001 SJ177  | ۱۶ سپتامبر ۲۰۰۱ |
| ۱۲۴۷۳۲ | 2001 SY178  | ۱۷ سپتامبر ۲۰۰۱ |
| ۱۲۴۷۳۳ | 2001 SG179  | ۱۷ سپتامبر ۲۰۰۱ |
| ۱۲۴۷۳۴ | 2001 SP179  | ۱۷ سپتامبر ۲۰۰۱ |
| ۱۲۴۷۳۵ | 2001 SB183  | ۱۹ سپتامبر ۲۰۰۱ |
| ۱۲۴۷۳۶ | 2001 SK183  | ۱۹ سپتامبر ۲۰۰۱ |
| ۱۲۴۷۳۷ | 2001 SW183  | ۱۹ سپتامبر ۲۰۰۱ |
| ۱۲۴۷۳۸ | 2001 SF199  | ۱۹ سپتامبر ۲۰۰۱ |
| ۱۲۴۷۳۹ | 2001 SE201  | ۱۹ سپتامبر ۲۰۰۱ |
| ۱۲۴۷۴۰ | 2001 SK204  | ۱۹ سپتامبر ۲۰۰۱ |
| ۱۲۴۷۴۱ | 2001 SL206  | ۱۹ سپتامبر ۲۰۰۱ |
| ۱۲۴۷۴۲ | 2001 SV207  | ۱۹ سپتامبر ۲۰۰۱ |
| ۱۲۴۷۴۳ | 2001 SY207  | ۱۹ سپتامبر ۲۰۰۱ |
| ۱۲۴۷۴۴ | 2001 SB210  | ۱۹ سپتامبر ۲۰۰۱ |
| ۱۲۴۷۴۵ | 2001 SF210  | ۱۹ سپتامبر ۲۰۰۱ |
| ۱۲۴۷۴۶ | 2001 SN211  | ۱۹ سپتامبر ۲۰۰۱ |
| ۱۲۴۷۴۷ | 2001 SP211  | ۱۹ سپتامبر ۲۰۰۱ |
| ۱۲۴۷۴۸ | 2001 SQ212  | ۱۹ سپتامبر ۲۰۰۱ |
| ۱۲۴۷۴۹ | 2001 SD215  | ۱۹ سپتامبر ۲۰۰۱ |
| ۱۲۴۷۵۰ | 2001 SO215  | ۱۹ سپتامبر ۲۰۰۱ |
| ۱۲۴۷۵۱ | 2001 SR217  | ۱۹ سپتامبر ۲۰۰۱ |
| ۱۲۴۷۵۲ | 2001 SB220  | ۱۹ سپتامبر ۲۰۰۱ |
| ۱۲۴۷۵۳ | 2001 SK220  | ۱۹ سپتامبر ۲۰۰۱ |
| ۱۲۴۷۵۴ | 2001 SK222  | ۱۹ سپتامبر ۲۰۰۱ |
| ۱۲۴۷۵۵ | 2001 SU222  | ۱۹ سپتامبر ۲۰۰۱ |
| ۱۲۴۷۵۶ | 2001 SM225  | ۱۹ سپتامبر ۲۰۰۱ |
| ۱۲۴۷۵۷ | 2001 SU225  | ۱۹ سپتامبر ۲۰۰۱ |
| ۱۲۴۷۵۸ | 2001 SH227  | ۱۹ سپتامبر ۲۰۰۱ |
| ۱۲۴۷۵۹ | 2001 SP228  | ۱۹ سپتامبر ۲۰۰۱ |
| ۱۲۴۷۶۰ | 2001 SQ228  | ۱۹ سپتامبر ۲۰۰۱ |
| ۱۲۴۷۶۱ | 2001 ST230  | ۱۹ سپتامبر ۲۰۰۱ |
| ۱۲۴۷۶۲ | 2001 SE233  | ۱۹ سپتامبر ۲۰۰۱ |
| ۱۲۴۷۶۳ | 2001 SW234  | ۱۹ سپتامبر ۲۰۰۱ |
| ۱۲۴۷۶۴ | 2001 SE235  | ۱۹ سپتامبر ۲۰۰۱ |
| ۱۲۴۷۶۵ | 2001 SO238  | ۱۹ سپتامبر ۲۰۰۱ |
| ۱۲۴۷۶۶ | 2001 SV239  | ۱۹ سپتامبر ۲۰۰۱ |
| ۱۲۴۷۶۷ | 2001 SO240  | ۱۹ سپتامبر ۲۰۰۱ |
| ۱۲۴۷۶۸ | 2001 SB243  | ۱۹ سپتامبر ۲۰۰۱ |
| ۱۲۴۷۶۹ | 2001 SJ244  | ۱۹ سپتامبر ۲۰۰۱ |
| ۱۲۴۷۷۰ | 2001 SP244  | ۱۹ سپتامبر ۲۰۰۱ |
| ۱۲۴۷۷۱ | 2001 SR244  | ۱۹ سپتامبر ۲۰۰۱ |
| ۱۲۴۷۷۲ | 2001 SL245  | ۱۹ سپتامبر ۲۰۰۱ |
| ۱۲۴۷۷۳ | 2001 SB246  | ۱۹ سپتامبر ۲۰۰۱ |
| ۱۲۴۷۷۴ | 2001 SG247  | ۱۹ سپتامبر ۲۰۰۱ |
| ۱۲۴۷۷۵ | 2001 SJ247  | ۱۹ سپتامبر ۲۰۰۱ |
| ۱۲۴۷۷۶ | 2001 SY247  | ۱۹ سپتامبر ۲۰۰۱ |
| ۱۲۴۷۷۷ | 2001 SO248  | ۱۹ سپتامبر ۲۰۰۱ |
| ۱۲۴۷۷۸ | 2001 SE249  | ۱۹ سپتامبر ۲۰۰۱ |
| ۱۲۴۷۷۹ | 2001 SH250  | ۱۹ سپتامبر ۲۰۰۱ |
| ۱۲۴۷۸۰ | 2001 SR250  | ۱۹ سپتامبر ۲۰۰۱ |
| ۱۲۴۷۸۱ | 2001 SS252  | ۱۹ سپتامبر ۲۰۰۱ |
| ۱۲۴۷۸۲ | 2001 SU253  | ۱۹ سپتامبر ۲۰۰۱ |
| ۱۲۴۷۸۳ | 2001 SA254  | ۱۹ سپتامبر ۲۰۰۱ |
| ۱۲۴۷۸۴ | 2001 ST254  | ۱۹ سپتامبر ۲۰۰۱ |
| ۱۲۴۷۸۵ | 2001 SX254  | ۱۹ سپتامبر ۲۰۰۱ |
| ۱۲۴۷۸۶ | 2001 SC256  | ۱۹ سپتامبر ۲۰۰۱ |
| ۱۲۴۷۸۷ | 2001 SO256  | ۱۹ سپتامبر ۲۰۰۱ |
| ۱۲۴۷۸۸ | 2001 SP256  | ۱۹ سپتامبر ۲۰۰۱ |
| ۱۲۴۷۸۹ | 2001 SS256  | ۱۹ سپتامبر ۲۰۰۱ |
| ۱۲۴۷۹۰ | 2001 SV257  | ۲۰ سپتامبر ۲۰۰۱ |
| ۱۲۴۷۹۱ | 2001 SP261  | ۲۰ سپتامبر ۲۰۰۱ |
| ۱۲۴۷۹۲ | 2001 SE262  | ۲۱ سپتامبر ۲۰۰۱ |
| ۱۲۴۷۹۳ | 2001 SY265  | ۲۵ سپتامبر ۲۰۰۱ |
| ۱۲۴۷۹۴ | 2001 SC266  | ۲۵ سپتامبر ۲۰۰۱ |
| ۱۲۴۷۹۵ | 2001 SN266  | ۲۵ سپتامبر ۲۰۰۱ |
| ۱۲۴۷۹۶ | 2001 SC267  | ۲۵ سپتامبر ۲۰۰۱ |
| ۱۲۴۷۹۷ | 2001 SX267  | ۲۵ سپتامبر ۲۰۰۱ |
| ۱۲۴۷۹۸ | 2001 SZ267  | ۲۵ سپتامبر ۲۰۰۱ |
| ۱۲۴۷۹۹ | 2001 SX271  | ۲۰ سپتامبر ۲۰۰۱ |
| ۱۲۴۸۰۰ | 2001 SJ272  | ۲۱ سپتامبر ۲۰۰۱ |
| ۱۲۴۸۰۱ | 2001 SF277  | ۲۶ سپتامبر ۲۰۰۱ |
| ۱۲۴۸۰۲ | 2001 SO278  | ۲۱ سپتامبر ۲۰۰۱ |
| ۱۲۴۸۰۳ | 2001 SR278  | ۲۱ سپتامبر ۲۰۰۱ |
| ۱۲۴۸۰۴ | 2001 SX278  | ۲۱ سپتامبر ۲۰۰۱ |
| ۱۲۴۸۰۵ | 2001 SY278  | ۲۱ سپتامبر ۲۰۰۱ |
| ۱۲۴۸۰۶ | 2001 SL279  | ۲۱ سپتامبر ۲۰۰۱ |
| ۱۲۴۸۰۷ | 2001 SM279  | ۲۱ سپتامبر ۲۰۰۱ |
| ۱۲۴۸۰۸ | 2001 SH280  | ۲۱ سپتامبر ۲۰۰۱ |
| ۱۲۴۸۰۹ | 2001 SR280  | ۲۱ سپتامبر ۲۰۰۱ |
| ۱۲۴۸۱۰ | 2001 SS282  | ۲۱ سپتامبر ۲۰۰۱ |
| ۱۲۴۸۱۱ | 2001 ST282  | ۲۲ سپتامبر ۲۰۰۱ |
| ۱۲۴۸۱۲ | 2001 SB284  | ۲۲ سپتامبر ۲۰۰۱ |
| ۱۲۴۸۱۳ | 2001 SD285  | ۲۲ سپتامبر ۲۰۰۱ |
| ۱۲۴۸۱۴ | 2001 SF285  | ۲۲ سپتامبر ۲۰۰۱ |
| ۱۲۴۸۱۵ | 2001 SH287  | ۲۲ سپتامبر ۲۰۰۱ |
| ۱۲۴۸۱۶ | 2001 SV288  | ۲۸ سپتامبر ۲۰۰۱ |
| ۱۲۴۸۱۷ | 2001 SV290  | ۱۶ سپتامبر ۲۰۰۱ |
| ۱۲۴۸۱۸ | 2001 SL292  | ۱۶ سپتامبر ۲۰۰۱ |
| ۱۲۴۸۱۹ | 2001 SY294  | ۲۰ سپتامبر ۲۰۰۱ |
| ۱۲۴۸۲۰ | 2001 SM307  | ۲۱ سپتامبر ۲۰۰۱ |
| ۱۲۴۸۲۱ | 2001 SE308  | ۲۱ سپتامبر ۲۰۰۱ |
| ۱۲۴۸۲۲ | 2001 SQ308  | ۲۲ سپتامبر ۲۰۰۱ |
| ۱۲۴۸۲۳ | 2001 SO311  | ۲۰ سپتامبر ۲۰۰۱ |
| ۱۲۴۸۲۴ | 2001 SJ312  | ۲۱ سپتامبر ۲۰۰۱ |
| ۱۲۴۸۲۵ | 2001 SS313  | ۲۱ سپتامبر ۲۰۰۱ |
| ۱۲۴۸۲۶ | 2001 SH315  | ۲۵ سپتامبر ۲۰۰۱ |
| ۱۲۴۸۲۷ | 2001 SQ319  | ۲۱ سپتامبر ۲۰۰۱ |
| ۱۲۴۸۲۸ | 2001 SS324  | ۱۶ سپتامبر ۲۰۰۱ |
| ۱۲۴۸۲۹ | 2001 SA326  | ۱۷ سپتامبر ۲۰۰۱ |
| ۱۲۴۸۳۰ | 2001 SG327  | ۱۸ سپتامبر ۲۰۰۱ |
| ۱۲۴۸۳۱ | 2001 SV327  | ۱۸ سپتامبر ۲۰۰۱ |
| ۱۲۴۸۳۲ | 2001 SQ332  | ۱۹ سپتامبر ۲۰۰۱ |
| ۱۲۴۸۳۳ | 2001 SF350  | ۲۰ سپتامبر ۲۰۰۱ |
| ۱۲۴۸۳۳ | 2001 TH     | ۸ اکتبر ۲۰۰۱    |
| ۱۲۴۸۳۵ | 2001 TX3    | ۷ اکتبر ۲۰۰۱    |
| ۱۲۴۸۳۶ | 2001 TE4    | ۷ اکتبر ۲۰۰۱    |
| ۱۲۴۸۳۷ | 2001 TF5    | ۱۰ اکتبر ۲۰۰۱   |
| ۱۲۴۸۳۸ | 2001 TS5    | ۱۰ اکتبر ۲۰۰۱   |
| ۱۲۴۸۳۹ | 2001 TX5    | ۱۰ اکتبر ۲۰۰۱   |
| ۱۲۴۸۴۰ | 2001 TR6    | ۱۰ اکتبر ۲۰۰۱   |
| ۱۲۴۸۴۱ | 2001 TH8    | ۹ اکتبر ۲۰۰۱    |
| ۱۲۴۸۴۲ | 2001 TD9    | ۹ اکتبر ۲۰۰۱    |
| ۱۲۴۸۴۳ | 2001 TT11   | ۱۳ اکتبر ۲۰۰۱   |
| ۱۲۴۸۴۴ | Hirotamasao | ۱۳ اکتبر ۲۰۰۱   |
| ۱۲۴۸۴۵ | 2001 TH15   | ۱۲ اکتبر ۲۰۰۱   |
| ۱۲۴۸۴۶ | 2001 TN15   | ۱۱ اکتبر ۲۰۰۱   |
| ۱۲۴۸۴۷ | 2001 TX15   | ۱۱ اکتبر ۲۰۰۱   |
| ۱۲۴۸۴۸ | 2001 TZ15   | ۱۱ اکتبر ۲۰۰۱   |
| ۱۲۴۸۴۹ | 2001 TN16   | ۱۱ اکتبر ۲۰۰۱   |
| ۱۲۴۸۵۰ | 2001 TW17   | ۱۴ اکتبر ۲۰۰۱   |
| ۱۲۴۸۵۱ | 2001 TH18   | ۱۴ اکتبر ۲۰۰۱   |
| ۱۲۴۸۵۲ | 2001 TB19   | ۱۴ اکتبر ۲۰۰۱   |
| ۱۲۴۸۵۳ | 2001 TO19   | ۹ اکتبر ۲۰۰۱    |
| ۱۲۴۸۵۴ | 2001 TD20   | ۹ اکتبر ۲۰۰۱    |
| ۱۲۴۸۵۵ | 2001 TU20   | ۹ اکتبر ۲۰۰۱    |
| ۱۲۴۸۵۶ | 2001 TS22   | ۱۳ اکتبر ۲۰۰۱   |
| ۱۲۴۸۵۷ | 2001 TL24   | ۱۴ اکتبر ۲۰۰۱   |
| ۱۲۴۸۵۸ | 2001 TX24   | ۱۴ اکتبر ۲۰۰۱   |
| ۱۲۴۸۵۹ | 2001 TA25   | ۱۴ اکتبر ۲۰۰۱   |
| ۱۲۴۸۶۰ | 2001 TQ25   | ۱۴ اکتبر ۲۰۰۱   |
| ۱۲۴۸۶۱ | 2001 TB28   | ۱۴ اکتبر ۲۰۰۱   |
| ۱۲۴۸۶۲ | 2001 TG28   | ۱۴ اکتبر ۲۰۰۱   |
| ۱۲۴۸۶۳ | 2001 TU28   | ۱۴ اکتبر ۲۰۰۱   |
| ۱۲۴۸۶۴ | 2001 TH29   | ۱۴ اکتبر ۲۰۰۱   |
| ۱۲۴۸۶۵ | 2001 TJ29   | ۱۴ اکتبر ۲۰۰۱   |
| ۱۲۴۸۶۶ | 2001 TM30   | ۱۴ اکتبر ۲۰۰۱   |
| ۱۲۴۸۶۷ | 2001 TF31   | ۱۴ اکتبر ۲۰۰۱   |
| ۱۲۴۸۶۸ | 2001 TL33   | ۱۴ اکتبر ۲۰۰۱   |
| ۱۲۴۸۶۹ | 2001 TZ33   | ۱۴ اکتبر ۲۰۰۱   |
| ۱۲۴۸۷۰ | 2001 TH34   | ۱۴ اکتبر ۲۰۰۱   |
| ۱۲۴۸۷۱ | 2001 TR34   | ۱۴ اکتبر ۲۰۰۱   |
| ۱۲۴۸۷۲ | 2001 TU34   | ۱۴ اکتبر ۲۰۰۱   |
| ۱۲۴۸۷۳ | 2001 TG35   | ۱۴ اکتبر ۲۰۰۱   |
| ۱۲۴۸۷۴ | 2001 TU35   | ۱۴ اکتبر ۲۰۰۱   |
| ۱۲۴۸۷۵ | 2001 TY35   | ۱۴ اکتبر ۲۰۰۱   |
| ۱۲۴۸۷۶ | 2001 TK36   | ۱۴ اکتبر ۲۰۰۱   |
| ۱۲۴۸۷۷ | 2001 TL37   | ۱۴ اکتبر ۲۰۰۱   |
| ۱۲۴۸۷۸ | 2001 TC38   | ۱۴ اکتبر ۲۰۰۱   |
| ۱۲۴۸۷۹ | 2001 TX38   | ۱۴ اکتبر ۲۰۰۱   |
| ۱۲۴۸۸۰ | 2001 TZ38   | ۱۴ اکتبر ۲۰۰۱   |
| ۱۲۴۸۸۱ | 2001 TP39   | ۱۴ اکتبر ۲۰۰۱   |
| ۱۲۴۸۸۲ | 2001 TV39   | ۱۴ اکتبر ۲۰۰۱   |
| ۱۲۴۸۸۳ | 2001 TX39   | ۱۴ اکتبر ۲۰۰۱   |
| ۱۲۴۸۸۴ | 2001 TE41   | ۱۴ اکتبر ۲۰۰۱   |
| ۱۲۴۸۸۵ | 2001 TT42   | ۱۴ اکتبر ۲۰۰۱   |
| ۱۲۴۸۸۶ | 2001 TQ44   | ۱۴ اکتبر ۲۰۰۱   |
| ۱۲۴۸۸۷ | 2001 TH45   | ۱۴ اکتبر ۲۰۰۱   |
| ۱۲۴۸۸۸ | 2001 TP45   | ۱۴ اکتبر ۲۰۰۱   |
| ۱۲۴۸۸۹ | 2001 TT46   | ۱۴ اکتبر ۲۰۰۱   |
| ۱۲۴۸۹۰ | 2001 TU46   | ۱۵ اکتبر ۲۰۰۱   |
| ۱۲۴۸۹۱ | 2001 TE47   | ۱۴ اکتبر ۲۰۰۱   |
| ۱۲۴۸۹۲ | 2001 TN48   | ۱۱ اکتبر ۲۰۰۱   |
| ۱۲۴۸۹۳ | 2001 TM49   | ۱۵ اکتبر ۲۰۰۱   |
| ۱۲۴۸۹۴ | 2001 TN49   | ۱۵ اکتبر ۲۰۰۱   |
| ۱۲۴۸۹۵ | 2001 TJ50   | ۱۳ اکتبر ۲۰۰۱   |
| ۱۲۴۸۹۶ | 2001 TL50   | ۱۳ اکتبر ۲۰۰۱   |
| ۱۲۴۸۹۷ | 2001 TW50   | ۱۳ اکتبر ۲۰۰۱   |
| ۱۲۴۸۹۸ | 2001 TX50   | ۱۳ اکتبر ۲۰۰۱   |
| ۱۲۴۸۹۹ | 2001 TH51   | ۱۳ اکتبر ۲۰۰۱   |
| ۱۲۴۹۰۰ | 2001 TS51   | ۱۳ اکتبر ۲۰۰۱   |
| ۱۲۴۹۰۱ | 2001 TE52   | ۱۳ اکتبر ۲۰۰۱   |
| ۱۲۴۹۰۲ | 2001 TP52   | ۱۳ اکتبر ۲۰۰۱   |
| ۱۲۴۹۰۳ | 2001 TU52   | ۱۳ اکتبر ۲۰۰۱   |
| ۱۲۴۹۰۴ | 2001 TV53   | ۱۳ اکتبر ۲۰۰۱   |
| ۱۲۴۹۰۵ | 2001 TB59   | ۱۳ اکتبر ۲۰۰۱   |
| ۱۲۴۹۰۶ | 2001 TQ59   | ۱۳ اکتبر ۲۰۰۱   |
| ۱۲۴۹۰۷ | 2001 TV59   | ۱۳ اکتبر ۲۰۰۱   |
| ۱۲۴۹۰۸ | 2001 TW59   | ۱۳ اکتبر ۲۰۰۱   |
| ۱۲۴۹۰۹ | 2001 TX59   | ۱۳ اکتبر ۲۰۰۱   |
| ۱۲۴۹۱۰ | 2001 TR60   | ۱۳ اکتبر ۲۰۰۱   |
| ۱۲۴۹۱۱ | 2001 TZ61   | ۱۳ اکتبر ۲۰۰۱   |
| ۱۲۴۹۱۲ | 2001 TA63   | ۱۳ اکتبر ۲۰۰۱   |
| ۱۲۴۹۱۳ | 2001 TF63   | ۱۳ اکتبر ۲۰۰۱   |
| ۱۲۴۹۱۴ | 2001 TD64   | ۱۳ اکتبر ۲۰۰۱   |
| ۱۲۴۹۱۵ | 2001 TZ64   | ۱۳ اکتبر ۲۰۰۱   |
| ۱۲۴۹۱۶ | 2001 TO65   | ۱۳ اکتبر ۲۰۰۱   |
| ۱۲۴۹۱۷ | 2001 TJ66   | ۱۳ اکتبر ۲۰۰۱   |
| ۱۲۴۹۱۸ | 2001 TK66   | ۱۳ اکتبر ۲۰۰۱   |
| ۱۲۴۹۱۹ | 2001 TL66   | ۱۳ اکتبر ۲۰۰۱   |
| ۱۲۴۹۲۰ | 2001 TU67   | ۱۳ اکتبر ۲۰۰۱   |
| ۱۲۴۹۲۱ | 2001 TO69   | ۱۳ اکتبر ۲۰۰۱   |
| ۱۲۴۹۲۲ | 2001 TQ69   | ۱۳ اکتبر ۲۰۰۱   |
| ۱۲۴۹۲۳ | 2001 TU69   | ۱۳ اکتبر ۲۰۰۱   |
| ۱۲۴۹۲۴ | 2001 TE70   | ۱۳ اکتبر ۲۰۰۱   |
| ۱۲۴۹۲۵ | 2001 TK70   | ۱۳ اکتبر ۲۰۰۱   |
| ۱۲۴۹۲۶ | 2001 TO70   | ۱۳ اکتبر ۲۰۰۱   |
| ۱۲۴۹۲۷ | 2001 TH71   | ۱۳ اکتبر ۲۰۰۱   |
| ۱۲۴۹۲۸ | 2001 TR71   | ۱۳ اکتبر ۲۰۰۱   |
| ۱۲۴۹۲۹ | 2001 TU71   | ۱۳ اکتبر ۲۰۰۱   |
| ۱۲۴۹۳۰ | 2001 TY71   | ۱۳ اکتبر ۲۰۰۱   |
| ۱۲۴۹۳۱ | 2001 TE72   | ۱۳ اکتبر ۲۰۰۱   |
| ۱۲۴۹۳۲ | 2001 TA74   | ۱۳ اکتبر ۲۰۰۱   |
| ۱۲۴۹۳۳ | 2001 TP75   | ۱۳ اکتبر ۲۰۰۱   |
| ۱۲۴۹۳۴ | 2001 TA76   | ۱۳ اکتبر ۲۰۰۱   |
| ۱۲۴۹۳۵ | 2001 TQ76   | ۱۳ اکتبر ۲۰۰۱   |
| ۱۲۴۹۳۶ | 2001 TV77   | ۱۳ اکتبر ۲۰۰۱   |
| ۱۲۴۹۳۷ | 2001 TO78   | ۱۳ اکتبر ۲۰۰۱   |
| ۱۲۴۹۳۸ | 2001 TU78   | ۱۳ اکتبر ۲۰۰۱   |
| ۱۲۴۹۳۹ | 2001 TA79   | ۱۳ اکتبر ۲۰۰۱   |
| ۱۲۴۹۴۰ | 2001 TP79   | ۱۳ اکتبر ۲۰۰۱   |
| ۱۲۴۹۴۱ | 2001 TR79   | ۱۳ اکتبر ۲۰۰۱   |
| ۱۲۴۹۴۲ | 2001 TV79   | ۱۳ اکتبر ۲۰۰۱   |
| ۱۲۴۹۴۳ | 2001 TW79   | ۱۳ اکتبر ۲۰۰۱   |
| ۱۲۴۹۴۴ | 2001 TZ81   | ۱۴ اکتبر ۲۰۰۱   |
| ۱۲۴۹۴۵ | 2001 TM82   | ۱۴ اکتبر ۲۰۰۱   |
| ۱۲۴۹۴۶ | 2001 TG83   | ۱۴ اکتبر ۲۰۰۱   |
| ۱۲۴۹۴۷ | 2001 TY83   | ۱۴ اکتبر ۲۰۰۱   |
| ۱۲۴۹۴۸ | 2001 TV85   | ۱۴ اکتبر ۲۰۰۱   |
| ۱۲۴۹۴۹ | 2001 TO86   | ۱۴ اکتبر ۲۰۰۱   |
| ۱۲۴۹۵۰ | 2001 TM87   | ۱۴ اکتبر ۲۰۰۱   |
| ۱۲۴۹۵۱ | 2001 TK88   | ۱۴ اکتبر ۲۰۰۱   |
| ۱۲۴۹۵۲ | 2001 TF89   | ۱۴ اکتبر ۲۰۰۱   |
| ۱۲۴۹۵۳ | 2001 TH90   | ۱۴ اکتبر ۲۰۰۱   |
| ۱۲۴۹۵۴ | 2001 TX91   | ۱۴ اکتبر ۲۰۰۱   |
| ۱۲۴۹۵۵ | 2001 TC92   | ۱۴ اکتبر ۲۰۰۱   |
| ۱۲۴۹۵۶ | 2001 TR92   | ۱۴ اکتبر ۲۰۰۱   |
| ۱۲۴۹۵۷ | 2001 TU92   | ۱۴ اکتبر ۲۰۰۱   |
| ۱۲۴۹۵۸ | 2001 TP94   | ۱۴ اکتبر ۲۰۰۱   |
| ۱۲۴۹۵۹ | 2001 TA96   | ۱۴ اکتبر ۲۰۰۱   |
| ۱۲۴۹۶۰ | 2001 TN97   | ۱۴ اکتبر ۲۰۰۱   |
| ۱۲۴۹۶۱ | 2001 TZ99   | ۱۴ اکتبر ۲۰۰۱   |
| ۱۲۴۹۶۲ | 2001 TU100  | ۱۴ اکتبر ۲۰۰۱   |
| ۱۲۴۹۶۳ | 2001 TV101  | ۱۵ اکتبر ۲۰۰۱   |
| ۱۲۴۹۶۴ | 2001 TV103  | ۱۵ اکتبر ۲۰۰۱   |
| ۱۲۴۹۶۵ | 2001 TF104  | ۱۵ اکتبر ۲۰۰۱   |
| ۱۲۴۹۶۶ | 2001 TH105  | ۱۳ اکتبر ۲۰۰۱   |
| ۱۲۴۹۶۷ | 2001 TP105  | ۱۳ اکتبر ۲۰۰۱   |
| ۱۲۴۹۶۸ | 2001 TS105  | ۱۳ اکتبر ۲۰۰۱   |
| ۱۲۴۹۶۹ | 2001 TW105  | ۱۳ اکتبر ۲۰۰۱   |
| ۱۲۴۹۷۰ | 2001 TG108  | ۱۴ اکتبر ۲۰۰۱   |
| ۱۲۴۹۷۱ | 2001 TJ109  | ۱۴ اکتبر ۲۰۰۱   |
| ۱۲۴۹۷۲ | 2001 TO110  | ۱۴ اکتبر ۲۰۰۱   |
| ۱۲۴۹۷۳ | 2001 TQ110  | ۱۴ اکتبر ۲۰۰۱   |
| ۱۲۴۹۷۴ | 2001 TR111  | ۱۴ اکتبر ۲۰۰۱   |
| ۱۲۴۹۷۵ | 2001 TJ113  | ۱۴ اکتبر ۲۰۰۱   |
| ۱۲۴۹۷۶ | 2001 TQ113  | ۱۴ اکتبر ۲۰۰۱   |
| ۱۲۴۹۷۷ | 2001 TS113  | ۱۴ اکتبر ۲۰۰۱   |
| ۱۲۴۹۷۸ | 2001 TE114  | ۱۴ اکتبر ۲۰۰۱   |
| ۱۲۴۹۷۹ | 2001 TD120  | ۱۵ اکتبر ۲۰۰۱   |
| ۱۲۴۹۸۰ | 2001 TV122  | ۱۵ اکتبر ۲۰۰۱   |
| ۱۲۴۹۸۱ | 2001 TX126  | ۱۳ اکتبر ۲۰۰۱   |
| ۱۲۴۹۸۲ | 2001 TC130  | ۱۵ اکتبر ۲۰۰۱   |
| ۱۲۴۹۸۳ | 2001 TX130  | ۱۰ اکتبر ۲۰۰۱   |
| ۱۲۴۹۸۴ | 2001 TH131  | ۱۰ اکتبر ۲۰۰۱   |
| ۱۲۴۹۸۵ | 2001 TK131  | ۱۰ اکتبر ۲۰۰۱   |
| ۱۲۴۹۸۶ | 2001 TP132  | ۱۲ اکتبر ۲۰۰۱   |
| ۱۲۴۹۸۷ | 2001 TO133  | ۱۲ اکتبر ۲۰۰۱   |
| ۱۲۴۹۸۸ | 2001 TF138  | ۱۰ اکتبر ۲۰۰۱   |
| ۱۲۴۹۸۹ | 2001 TB139  | ۱۰ اکتبر ۲۰۰۱   |
| ۱۲۴۹۹۰ | 2001 TT142  | ۱۰ اکتبر ۲۰۰۱   |
| ۱۲۴۹۹۱ | 2001 TY143  | ۱۰ اکتبر ۲۰۰۱   |
| ۱۲۴۹۹۲ | 2001 TP144  | ۱۰ اکتبر ۲۰۰۱   |
| ۱۲۴۹۹۳ | 2001 TR144  | ۱۰ اکتبر ۲۰۰۱   |
| ۱۲۴۹۹۴ | 2001 TL145  | ۱۰ اکتبر ۲۰۰۱   |
| ۱۲۴۹۹۵ | 2001 TS145  | ۱۰ اکتبر ۲۰۰۱   |
| ۱۲۴۹۹۶ | 2001 TJ146  | ۱۰ اکتبر ۲۰۰۱   |
| ۱۲۴۹۹۷ | 2001 TR146  | ۱۰ اکتبر ۲۰۰۱   |
| ۱۲۴۹۹۸ | 2001 TS147  | ۱۰ اکتبر ۲۰۰۱   |
| ۱۲۴۹۹۹ | 2001 TS150  | ۱۰ اکتبر ۲۰۰۱   |
| ۱۲۵۰۰۰ | 2001 TA153  | ۱۰ اکتبر ۲۰۰۱   |